# Liste de personnalités assassinées
Cet article liste les personnalités qui ont été assassinées.
Cette liste comprend certains personnages historiques dont la mort ne fait pas l'objet d'un consensus mais dont l'assassinat est mentionné par certaines sources. Les détails sur les circonstances dans lesquelles elles furent tuées sont donnés dans les articles qui leur sont consacrés.

## Monarques, chefs d’État et de gouvernement

### Antiquité
- 2291 av. J.-C. : Téti, pharaon fondateur de la VIe dynastie.
- 1962 av. J.-C. : Amenemhat Ier, pharaon fondateur de la XIIe dynastie.
- 1590 av. J.-C. : Mursili Ier, souverain hittite ayant régné de 1620 à 1590 av. J.-C.
- 1154 av. J.-C. : Ramsès III, pharaon de la XXe dynastie
- 909 av. J.-C. : Nadab, roi d'Israël.
- 776 av. J.-C. : Amasias (en hébreu : Amatzyah ben Yehoash), roi de Juda de 802 à 776 av. J.-C., tué par son peuple révolté.
- 681 av. J.-C. : Sennacherib (également appelé Sanchérib), roi d'Assyrie de 704 à 681 av. J.-C., tué par l’un de ses fils à Ninive.
- 560 av. J.-C. : Amel-Marduk (appelé aussi Evil-Mérodak ou Evil-Mérodach dans la Bible), roi de Babylone, fils et successeur de Nabuchodonosor II.
- 556 av. J.-C. : Labasi-Marduk, roi de Babylone.
- 514 av. J.-C. : Hipparque, tyran d'Athènes, assassiné par Harmodios et son amant Aristogiton.
- 465 av. J.-C. : Xerxès Ier, empereur perse.
- 424 av. J.-C. :
  - Xerxès II, roi des Perses achéménides.
  - Sogdianos, roi des Perses achéménides.
- 378 av. J.-C. : Archias, tyran de Thèbes.
- 374 av. J.-C. : Évagoras, roi de Salamine de Chypre.
- 338 av. J.-C. : Artaxerxès III, grand roi achéménide.
- 336 av. J.-C. :
  - Arsès, Grand Roi achéménide.
  - Philippe II, roi de Macédoine.
- 331 av. J.-C. : Alexandre Ier d'Épire, roi d'Épire.
- 330 av. J.-C. : Darius III, roi de Perse.
- 321 av. J.-C. : Perdiccas, diadoque.
- 317 av. J.-C. : Philippe III de Macédoine, roi argéade de Macédoine.
- 310 av. J.-C. : Alexandre IV de Macédoine, roi argéade de Macédoine.
- 295 av. J.-C. : Néoptolème II, roi des Molosses d'Épire.
- 294 av. J.-C. : Alexandre V de Macédoine, roi argéade de Macédoine.
- 289 av. J.-C. : Agathocle de Syracuse, tyran puis roi de Syracuse.
- 280 av. J.-C. : Séleucos Ier, diadoque.

- 249 av. J.-C. : Démétrios Kalos, roi de Cyrène.

- 246 av. J.-C. : Antiochos II Théos, roi séleucide.
- 223 av. J.-C. : Séleucos III Sôter, roi séleucide.
- 222 av. J.-C. ou 221 av. J.-C. : Bérénice II, souveraine d'Égypte

- 214 av. J.-C. : Hiéronyme de Syracuse, dernier tyran de Syracuse, massacré avec le reste de la famille royale.
- 181 av. J.-C. : Ptolémée V, pharaon lagide.
- 175 av. J.-C. : Séleucos IV Philopator, roi séleucide, tué par son ministre Héliodore.
- 162 av. J.-C. : Antiochos V Eupator, roi séleucide de Syrie de 163 à 162 av. J.-C.
- 142 av. J.-C. : Ptolémée VII, pharaon de la dynastie des Ptolémées.
- 142 av. J.-C. : Antiochos VI Dionysos, roi séleucide de Syrie de 145 à 142 av. J.-C., tué par son mentor, le général Diodote Tryphon, qui visait son trône.
- 139 av. J.-C. : Viriatus, chef lusitanien résistant à Rome, tué lors de son sommeil par ses propres compagnons, achetés par les Romains.
- 134 av. J.-C. : Simon, ethnarque de Judée.
- 117 av. J.-C. : Hiempsal Ier, roi de Numidie, tué par son cousin Jugurtha, avec lequel il partageait le pouvoir.
- 84 av. J.-C. : Lucius Cornelius Cinna, consul romain.
- 80 av. J.-C. :
  - Bérénice III, souveraine d'Égypte
  - Ptolémée XI, pharaon de la dynastie des Ptolémées.
- 69 av. J.-C. : Cléopâtre V Séléné, reine séleucide
- 64 av. J.-C. : Antiochos XIII, roi séleucide
- 49 av. J.-C. : Aristobule II, roi de Judée
- 44 av. J.-C. :
  - Ptolémée XIV, pharaon de la dynastie des Ptolémées.
  - Jules César, homme d'État romain, tué de 23 coups de poignards par un groupe de républicains.
- 30 av. J.-C. : Ptolémée XV, pharaon de la dynastie des Ptolémées, fils de Jules César et de Cléopâtre VII.
- 28 : Jean le Baptiste, décapité par Hérode
- 41 : Caligula, empereur romain.
- 54 : Claude, empereur romain.
- 39 : Fiatach Finn, roi d'Irlande de 36 à 39.
- 56 : Fiacha Finnfolaidh, roi d'Irlande de 39 à 56.
- 69 :
  - Galba, empereur romain.
  - Vitellius, empereur romain.
- 96 : Domitien, empereur romain.
- 192 :
  - Commode, empereur romain.
  - Dong Zhuo, premier ministre chinois de la dynastie Han.
- 193 : Pertinax (Publicus Helvius Pertinax), empereur romain.
- 212 : Geta, empereur romain.
- 217 : Caracalla, empereur romain.
- 218 : Gannys, général romain.
- 221 : Zhang Fei, général chinois du royaume de Shu.
- 222 :
  - Héliogabale (ou Élagabal), empereur romain.
  - Calixte Ier, 16e pape.
- 235 : Sévère Alexandre, empereur romain.
- 238 : Maximin Ier, empereur romain.
- 268 : Gallien, empereur romain.
- 269 :
  - Postume, empereur des Gaules.
  - Lélien, usurpateur romain.
  - Marius, empereur des Gaules.
- 271 : Victorin, empereur des Gaules
- 275 : Aurélien, empereur romain.
- 276 : Florien, empereur romain.
- 282 : Probus, empereur romain
- 307 : Jin Huidi, empereur de Chine.
- 355 : Sylvain, usurpateur romain régnant en Gaule.
- 374 : Pap d'Arménie, roi arsacide d'Arménie.
- 383 : Gratien, empereur romain.
- 392 : Valentinien II, empereur romain.
- 415 :
  - Athaulf, roi des Wisigoths de 410 à 415, beau-frère et successeur du roi Alaric Ier.
  - Sigéric, roi wisigoth.
- 452 : Tuoba Tao, empereur de la Chine du Nord.
- 480 : Julius Nepos, ancien empereur romain.
- 493 : Odoacre, patrice d'Italie.

### Moyen Âge
- 531 :
  - Miliau, roi de Bretagne.
  - Amalaric, roi wisigoth d'Hispanie.
- 535 : Amalasonte, reine ostrogothique.
- 536 : Théodat, roi ostrogothique.
- 541 : Hildebad, roi ostrogothique.
- 541 : Éraric, roi ostrogothique.
- 555 : Agila Ier, roi wisigothique.
- 572 : Alboïn, roi lombard.
- 574 : Cleph, roi lombard.
- 575 : Sigebert Ier, roi d'Austrasie et de Paris.
- 584 : Chilpéric Ier, roi de Neustrie.
- 596 : Childebert II, roi d'Austrasie, de Paris et de Bourgogne, et sa femme la reine Faileube.
- 627 : Earpwald, souverain d'Est-Anglie.
- 628 : Khosro II, empereur sassanide.
- 644 : Omar ibn al-Khattab, calife des musulmans.
- 653 : Rodoald, roi lombard.
- 655 : Yazdgard III, dernier roi sassanide.
- 656 : Othmân ibn Affân, calife des musulmans.
- 659 : Ali Zayn al-Abidin, imam chiite.
- 661 : ʿAlī ibn Abī T̩ālib, calife des musulmans.
- 662 : Godepert, roi lombard.
- 669 : Al-Hassan ibn Ali, imam chiite.
- 675 : Childéric II, roi des Francs, et sa femme la reine Bilichilde.
- 679 : Saint Dagobert II le Jeune, roi d'Austrasie.
- 681 : Ebroïn, maire du palais de Neustrie, sous Clotaire III et Thierry III.
- 697 : Jabir ibn Abdullah al-Ansari, compagnon de Mahomet.
- 702 :
  - Liutpert, roi lombard.
  - Ja'far al-Sâdiq, imam chiite.
- 714 : Grimoald II, maire des palais de Neustrie et de Bourgogne.
- 741 : Théodebald, maire des palais d'Austrasie, de Neustrie et de Bourgogne.
- 743 : Muhammad al-Bâqir, imam chiite.
- 757 : Æthelbald, roi de Mercie.
- 791 : Idris Ier, émir du Maroc.
- 799 : Moussa al-Kazim, imam chiite.
- 810 : Gudröd le Roi chasseur, roitelet norvégien.
- 835 : Muhammad al-Jawad, imam chiite.
- 842 : Guillaume Longue Épée, duc de Normandie.
- 855 : Théoctiste le Logothète, dirigeant byzantin.
- 857 : Erispoë, roi de Bretagne.
- 866 : Bardas, dirigeant byzantin.
- 867 : Michel III (empereur byzantin).
- 868 : Ali al-Hadi, imam chiite.
- 874 :
  - Salomon de Bretagne, roi de Bretagne.
  - Hasan al-Askari, imam chiite.
- 882 : Jean VIII, pape de 872 à 882.
- 903 : Léon V, pape en 903.
- 924 : Bérenger Ier de Frioul, empereur d'Occident.
- 928 : Jean X, pape de 914 à 928.
- 967 : Dubh Ier, roi d'Écosse.
- 971 : Culen Ier, roi d'Écosse.
- 980 : Iaropolk Ier, prince de Kiev.
- 982 : Olof II, roi de Suède.
- 1044 : Samuel Aba de Hongrie, roi de Hongrie.
- 1047 : Clément II, pape.
- 1052 : Boniface III de Toscane, marquis de Canossa (1015-1052) et de Toscane (1027-1052).
- 1058 : Étienne IX, pape.
- 1072 : Sanche II de Castille, roi de Castille.
- 1076 : Sanche IV de Navarre, roi de Pampelune.
- 1086 : Knut IV, roi de Danemark.
- 1092 : Nizam al-Mulk, vizir des sultans seldjoukides.
- 1093 : Zachas, émir seldjoukide.
- 1094 : Duncan II, roi d'Écosse.
- 1130 : Mansur al-Amir Bi-Ahkamillah, calife fatimide d'Égypte.
- 1137 : Éric II de Danemark, roi de Danemark.
- 1155 : David V de Géorgie, roi bagratide de Géorgie.
- 1156 : Sverker Ier, roi de Suède.
- 1160 :
  - Éric IX, roi de Suède, dans la cathédrale d’Uppsala.
  - Arnold von Selenhofen, archevêque et prince-électeur de Mayence.
- 1163 : Étienne IV de Hongrie, roi de Hongrie.
- 1167 :
  - Alaungsithu, roi de Pagan, par l'un de ses fils.
  - Charles VII de Suède, roi de Suède.
- 1170 :
  - Roupen II d'Arménie, prince de Petite-Arménie.
  - Narathu, roi de Pagan et fils d'Alaungsithu.
- 1174 : Miles de Plancy, régent du royaume de Jérusalem.
- 1175 : Mleh d'Arménie, prince de Petite-Arménie.
- 1183 : Alexis II Comnène, empereur byzantin.
- 1185 : Andronic Ier Comnène, empereur byzantin.
- 1192 : Conrad de Montferrat, roi de Jérusalem.
- 1195 : Isaac Doukas Comnène, empereur de Chypre.
- 1196 : Ivan Asen Ier, empereur bulgare.
- 1204 : Alexis IV Ange, empereur byzantin.
- 1207 : Kaloyan, tsar bulgare.
- 1208 : Philippe de Souabe, roi des Romains.
- 1227 : Lech le Blanc, duc de Petite Pologne.
- 1231 : Louis Ier de Bavière, duc de Bavière.
- 1238 : Guillaume de Savoie, prince-évêque de Liège.
- 1240 : Uthman ben Abd al-Haqq, sultan mérinide.
- 1250 :
  - Éric IV de Danemark, roi de Danemark.
  - Tûrân Châh, sultan d'Égypte.
- 1252 : Büri, khan mongol.
- 1257 :
  - Al-Muizz Izz ad-Dîn Aybak, sultan d'Égypte.
  - Chajar ad-Durr, sultane d'Égypte.
- 1260 : Al-Muzaffar Sayf ad-Dîn Qutuz, sultan baharite d'Égypte.
- 1286 : Éric V de Danemark, roi de Danemark.
- 1290 : Ladislas IV de Hongrie, roi de Hongrie.
- 1293 :
  - Héthoum II d'Arménie, roi d'Arménie.
  - Léon IV d'Arménie, roi d'Arménie.
  - Al-Ashraf Salah ad-Dîn Khalil ben Qala'ûn, sultan baharite d'Égypte.
- 1296 : Przemysl II, roi de Pologne.
- 1298 : Thoros III d'Arménie, roi d'Arménie.
- 1306 : Venceslas III, roi de Hongrie, de Bohême et de Pologne.
- 1307 : Wareru, souverain du royaume d'Hanthawaddy.
- 1308 : Albert Ier du Saint-Empire, roi des Romains, duc d'Autriche et de Styrie.
- 1310 : Amaury II de Chypre, gouverneur et régent du royaume de Chypre.
- 1311 : Hkun Law, souverain du royaume d'Hanthawaddy.
- 1327 : Édouard II, roi d'Angleterre.
- 1331 :
  - Przemko II de Głogów, duc de Grande Pologne.
  - Saw E, souverain du royaume d'Hanthawaddy.
- 1341 : Léon V d'Arménie, roi d'Arménie.
- 1342 : Tinibeg, khan de la Horde d'or.
- 1345 : André Ier, roi de Naples.
- 1354 : Charles de La Cerda (Charles d'Espagne), connétable de France.
- 1362 : Simone Boccanegra, premier doge de Gênes.
- 1364 :
  - Louis de Gravina, roi de Naples.
  - Siger II d'Enghien, connétable de France.
- 1369 :
  - Pierre Ier le Cruel, roi de Castille et León.
  - Pierre Ier de Chypre, roi de Chypre.
- 1375 : Jean de Lusignan, régent du royaume de Chypre.
- 1382 : Jeanne Ire, reine de Naples et comtesse de Provence.
- 1386 : Charles III de Naples, roi de Naples et de Hongrie.
- 1387 : Élisabeth de Bosnie, régente du royaume de Hongrie.
- 1389 : Murad Ier, sultan de l'Empire ottoman.
- 1391 : Yusuf II, émir nasride de Grenade.
- 1418 : Bernard VII d'Armagnac, comte d'Armagnac, comte de Charolais, connétable de France, chef du parti armagnac.
- 1419 :
  - Jean sans Peur, duc de Bourgogne.
  - Rodolphe III, duc de Saxe.
- 1426 : Binnya Dhammaraza, souverain du royaume d'Hanthawaddy.
- 1426 : Minhlange, souverain du royaume d'Ava.
- 1436 : Engelbrekt Engelbrektsson, régent du royaume de Suède.
- 1437 : Jacques Ier d'Écosse, roi d'Écosse.
- 1441 : Ashikaga Yoshinori, shogun du Japon.
- 1451 : Bogdan II Mușat, voïvode de Moldavie
- 1453 : Dimitri Chemyaka, grand-prince de Moscou.
- 1471 : Henri VI, roi d'Angleterre.
- 1475 : Vlad Tepes, prince de Valachie.
- 1476 : Galéas Marie Sforza, duc de Milan.
- 1481 : Mehmed II, sultan de l'empire ottoman.
- 1483 : Édouard V d'Angleterre, roi d'Angleterre.
- 1486 : Tizoc, souverain aztèque.
- 1488 : Jacques III d'Écosse, roi d'Écosse.
- 1494 : Giovanni III Crispo, duc de Naxos.

### Renaissance et époque moderne (XVIeauXVIIIesiècle)
- 1520 : Moctezuma II, empereur des Aztèques.
- 1532 : Huascar, empereur inca.
- 1533 : Atahualpa, dernier empereur Inca, par les conquistadors espagnols de Francisco Pizarro à Cajamarca.
- 1537 : Alexandre de Médicis, duc de Florence
- 1545 : Manco Capac, souverain inca.
- 1546 : David Beaton, archevêque et régent d'Écosse.
- 1547 : Pierre-Louis Farnèse, 1er duc de Parme et Plaisance et 1er duc de Castro.
- 1551 : Giorgio Martinuzzi, régent de Transylvanie.
- 1567 : Henry Stuart (Lord Darnley), roi consort d'Écosse.
- 1570 : James Stuart (1er comte de Moray), régent d'Écosse
- 1572 : Gaspard II de Coligny, Amiral de France
- 1577 : Éric XIV de Suède, roi de Suède.
- 1579 : Sokollu Mehmet Pacha, grand vizir de l'Empire ottoman.
- 1584 : Guillaume Ier d'Orange-Nassau, stathouder des Pays-Bas.
- 1587 : François Ier de Médicis, grand-duc de Toscane et son épouse Bianca Cappello.
- 1589 : Henri III, roi de France.
- 1598 : Abd al-Mumin, khan d'Ouzbékistan.
- 1599 : Nandabayin, souverain de Birmanie.
- 1603 : Mehmed III, sultan de l'Empire ottoman.
- 1605 : Fédor II, tsar de Russie.
- 1606 : Dimitri II, tsar de Russie.
- 1610 : Henri IV, roi de France.
- 1622 : Osman II, sultan de l'Empire ottoman.
- 1628 :
  - George Villiers, duc de Buckingham, premier ministre de Charles Ier d'Angleterre.
  - Anaukpeitlun, roi de Birmanie.
- 1629 : Simon II de Karthli, roi de Karthli.
- 1640 :
  - Miguel de Vasconcelos, premier ministre portugais.
  - Willem Jacobszoon Coster, gouverneur du Ceylan néerlandais.
- 1651 : Kösem, régente de l'Empire ottoman.
- 1705 : Sangyé Gyatso, régent du Ganden Phodrang.
- 1708 : Takla Haïmanot Ier d'Éthiopie, négus d'Éthiopie.
- 1711 : Théophilos d'Éthiopie, négus d'Éthiopie.
- 1713 : Jahandar Shâh, empereur moghol.
- 1716 : Yostos d'Éthiopie, négus d'Éthiopie.
- 1719 : Farrukhsiyâr, empereur moghol.
- 1759 : Alamgir II, empereur moghol.
- 1762 : Pierre III, tsar de Russie.
- 1769
  - Yoas Ier d'Éthiopie, négus d'Éthiopie.
  - Yohannes II d'Éthiopie, négus d'Éthiopie.
- 1777 : Takla Haïmanot II d'Éthiopie, négus d'Éthiopie.
- 1789 : Jafar Khan, chah d'Iran.
- 1792 : Gustave III, roi de Suède.
- 1793 :  Le Roi Louis XVI est guillotiné le 21 janvier place de la Concorde et son épouse la reine Marie-Antoinette le 16 octobre.

### Époque contemporaine (XIXesiècle)
- 1801 : Paul Ier de Russie, tsar de Russie.
- 1806 : Jean-Jacques Dessalines, empereur d'Haïti sous le nom de Jacques Ier.
- 1807 : Abdoul Kader Kane, premier Almamy du Fouta-Toro.
- 1812 : Spencer Perceval, premier ministre britannique.
- 1815 : Hadj Ali Dey, dey d'Alger.
- 1817 : Omar Agha, dey d'Alger.
- 1828 : Shaka, empereur des Zoulous.
- 1829 : Pedro Blanco Soto, président de la Bolivie.
- 1830 : Antonio José de Sucre, président de la Colombie.
- 1831 : Ioánnis Kapodístrias, Gouverneur de la Grèce.
- 1847 : Jean-Baptiste Riché, président d'Haïti.
- 1848 : Pellegrino Rossi, chef du gouvernement du Saint-Siège durant la papauté de Pie IX.
- 1854 : Charles III, duc de Parme.
- 1860 : Naosuke Ii, tairô et shogun (par intérim) du Japon.
- 1865 : Abraham Lincoln, président des États-Unis.
- 1866 : Naaba Sigri, roi mossi.
- 1867 : Kōmei, empereur du Japon.
- 1870 : Juan Prim, régent d'Espagne.
- 1871 : Mariano Melgarejo, président de la Bolivie.
- 1875 : Gabriel García Moreno, président de l'Équateur.
- 1877 : Juan Bautista Gill, président du Paraguay.
- 1876 : José Canalejas, président du Conseil des ministres espagnol.
- 1878 : Okubo Toshimichi, premier ministre du Japon.
- 1881 : 
  - Alexandre II, tsar.
  - James Abram Garfield, président des États-Unis.
- 1894 : Sadi Carnot, président de la République française.
- 1895 :
  - Stefan Stambolov, premier ministre de la Bulgarie.
  - Myeongseong de Corée, impératrice coréenne.

- 1896 : Nasseredin Shah, shah d'Iran.
- 1897 : Antonio Cánovas del Castillo, premier ministre espagnol.
- 1898 : Élisabeth de Wittelsbach, impératrice d'Autriche et reine de Hongrie dite « Sissi ».
- 1900 : Humbert Ier, roi d'Italie.

### XXesiècle
- 1901 : William McKinley, président des États-Unis.
- 1903 : Alexandre Ier Obrenovitch, roi de Serbie, en même temps que sa femme Draga.
- 1905 : Theódoros Deligiánnis, premier ministre grec.
- 1908 : Charles Ier, roi du Portugal, au même moment que son fils Louis-Philippe de Bragance.
- 1910 : Boutros Ghali, premier ministre égyptien.
- 1911 :
  - Ramón Cáceres, président de la République dominicaine.
  - Piotr Stolypine, premier ministre russe.
- 1912 : José Canalejas, président du conseil des ministres espagnol.
- 1913 :
  - Francisco I. Madero, président du Mexique.
  - Manuel Enrique Araujo, président du Salvador.
  - Georges Ier, roi de Grèce.
  - Mahmoud Chevket Pacha, grand vizir ottoman.
- 1915 : Jean Vilbrun Guillaume Sam, président d'Haïti.
- 1916 : Karl von Stürgkh, premier ministre d’Autriche.
- 1918 :
  - Sidónio Pais, président du Portugal.
  - Nicolas II de Russie, empereur de Russie et grand-duc de Finlande.
- 1919 :
  - Kurt Eisner, ministre-président et ministre des Affaires étrangères de la République de Bavière.
  - Habibullah Khan, émir d'Afghanistan.
- 1920 : Venustiano Carranza, président du Mexique.
- 1921 :
  - Hara Takashi, premier ministre du Japon.
  - Eduardo Dato Iradier, premier ministre espagnol.
  - Nuit sanglante au Portugal : António Granjo, premier ministre portugais.
- 1922 :
  - Michael Collins, président du Gouvernement provisoire d'Irlande.
  - Gabriel Narutowicz, président de la Pologne.
- 1928 :
  - Álvaro Obregón, président du Mexique.
  - Sakr (en), émir d'Abou-Dhabi, États de la Trêve.
- 1931 : Hamaguchi Osachi, premier ministre du Japon.
- 1932 :
  - Inukai Tsuyoshi, premier ministre du Japon.
  - Paul Doumer, président de la République française.
- 1933 :
  - Luis Miguel Sánchez Cerro, président du Pérou.
  - Ion Duca, premier ministre de la Roumanie.
  - Mohammad Nadir Shah, roi d'Afghanistan.
- 1934 :
  - Alexandre Ier, roi de Yougoslavie, en même temps que Louis Barthou, ministre français des Affaires étrangères.
  - Engelbert Dollfuss, chancelier d'Autriche.
- 1939 : Armand Călinescu, premier ministre de la Roumanie.
- 1940 : Nicolae Iorga, premier ministre de la Roumanie.
- 1945 : Ahmed Maher Pasha, premier ministre égyptien.
- 1946 : Gualberto Villarroel, président de la Bolivie.
- 1948 :
  - Mahmoud an-Nukrashi Pacha, premier ministre égyptien.
  - Yahya Mohammed Hamid ed-Din, roi du Royaume mutawakkilite du Yémen.
- 1949 :
  - Abdolhossein Hajir, premier ministre iranien.
  - Housni al-Zaim, militaire et président syrien.
  - Muhsin al-Barazi, premier ministre syrien.
- 1951 :
  - Abdallah Ier de Jordanie émir de Transjordanie de 1921 à 1946, puis roi de Jordanie de 1946 jusqu'à sa mort.
  - Haj Ali Razmara, premier ministre iranien.
  - Liaquat Ali Khan, premier ministre du Pakistan.
- 1955 : José Antonio Remón Cantera, président du Panama.
- 1956 : Anastasio Somoza García, président du Nicaragua.
- 1957 : Carlos Castillo Armas, président du Guatemala.
- 1958 : coup d’État du général Kassem.
  - Fayçal II, roi d'Irak.
  - Abdul Illah, régent irakien.
  - Nouri Saïd, chef du gouvernement irakien.
- 1959 : Solomon Bandaranaike, premier ministre srilankais.
- 1960 : Hazza al-Majali, premier ministre de la Jordanie.
- 1961 :
  - Prince Louis Rwagasore, prince et premier ministre du Burundi.
  - Patrice Lumumba, premier ministre du Congo.
  - Rafael Leónidas Trujillo Molina, président de la République dominicaine.
- 1963 :
  - Ngô Đình Diệm, président du Viêt Nam du Sud.
  - John F. Kennedy, président des États-Unis.
  - Sylvanus Olympio, président du Togo.
  - Abdul Karim Qasim, premier ministre de l'Irak.
- 1964 : Jigme Palden Dorji, premier ministre du Bhoutan.
- 1965 :
  - Pierre Ngendandumwe, premier ministre du Burundi.
  - Joseph Bamina, premier ministre du Burundi.
  - Hassan Ali Mansour, premier ministre iranien.
- 1966 :
  - Johnson Aguiyi-Ironsi et sir Abubakar Tafawa Balewa, respectivement président et premier ministre du Nigeria.
  - Hendrik Verwoerd, premier ministre sud-africain.
  - Maximiliano Hernández Martínez, président du Salvador.
  - Pravir Chandra Bhanj Deo (en), dernier maharadjah régnant de Bastar (Inde).
- 1969 : Abdirashid Ali Shermarke, président de la Somalie.
- 1971 : Wasfi Tall, premier ministre de la Jordanie.
- 1972 :
  - Ntare V, roi du Burundi.
  - Khaled III (en), émir de Sharjah (Émirats arabes unis).
  - Abeid Karume, président de Zanzibar.
- 1973 : Luis Carrero Blanco, premier ministre espagnol.
- 1974 : Aman Andom, président du Derg et chef de facto de l'État de l'Éthiopie.
- 1975 :
  - Fayçal II, roi d'Arabie saoudite.
  - François Tombalbaye, président du Tchad.
  - Richard Ratsimandrava, président de Madagascar.
  - Sheikh Mujibur Rahman, président du Bangladesh.
  - Haïlé Sélassié Ier, empereur d'Éthiopie.
- 1976 : Murtala Ramat Mohammed, président du Nigeria.
- 1977 :
  - Marien Ngouabi, président de la République populaire du Congo.
  - Tafari Benti, président du Derg et chef de facto de l'État de l'Éthiopie.
  - Ibrahim al-Hamdi, président de la république arabe du Yémen.
- 1978 :
  - Ali Soilih, président des Comores.
  - Mohammed Daoud Khan, président de l’Afghanistan.
  - Ahmad al-Ghashmi, président de la république arabe du Yémen.
- 1979 :
  - Park Chung-hee, président de la Corée du Sud.
  - Nur Mohammad Taraki, président de l’Afghanistan.
  - Hafizullah Amin, président de l’Afghanistan.
- 1980 : William Richard Tolbert, président du Liberia.
- 1981 :
  - Anouar el-Sadate, président de l'Égypte.
  - Ziaur Rahman, président du Bangladesh.
  - Mohammad Ali Radjaï, président de l'Iran.
  - Mohammad Javad Bahonar, premier ministre iranien.
- 1982 : Bachir Gemayel, président du Liban.
- 1984 : Indira Gandhi, premier ministre indien.
- 1986 : Olof Palme, premier ministre suédois.
- 1987 :
  - Thomas Sankara, président du Burkina Faso.
  - Rachid Karamé, premier ministre du Liban.
- 1989 :
  - Ahmed Abdallah Abderamane, président des Comores.
  - René Moawad, président du Liban.
- 1990 : Samuel Doe, président du Liberia.
- 1991 : Rajiv Gandhi, premier ministre indien.
- 1992 : Mohamed Boudiaf, président du Haut Comité d'État algérien.
- 1993 :
  - Ranasinghe Premadasa, président du Sri Lanka.
  - Melchior Ndadaye, président du Burundi.
- 1994 :
  - Cyprien Ntaryamira, président du Burundi.
  - Juvénal Habyarimana, président du Rwanda.
  - Agathe Uwilingiyimana, premier ministre du Rwanda.
  - Rosalie Gicanda, reine douairière du Rwanda, veuve du roi Mutara III.
- 1995 : Yitzhak Rabin, premier ministre israélien.
- 1996 : Mohammad Najibullah, président de la république d'Afghanistan.
- 1999 :
  - Ibrahim Baré Maïnassara, président du Niger.
  - Vasgen Sarkissian, premier ministre arménien.

### XXIesiècle
- 2001 :
  - Birendra et Aiswary, roi et reine du Népal (avec 9 autres membres de la famille royale).
  - Laurent-Désiré Kabila, président de la République démocratique du Congo.
- 2003 : Zoran Đinđić, premier ministre serbe.
- 2004 : Akhmad Kadyrov, président de la république de Tchétchénie.
- 2009 : João Bernardo Vieira, président de la Guinée-Bissau.
- 2011 : Mouammar Kadhafi, dirigeant de la Libye.
- 2018 : Alexandre Zakhartchenko, président de la république populaire de Donetsk.
- 2021 : Jovenel Moïse, président de la république d'Haïti.

## Assassinats politiques ou de personnalités politiques

### Antiquité
- 1198 av. J.-C. ou 1199 av. J.-C. : Bay, haut dignitaire du phraon Siptah.
- 411 av. J.-C. : Phrynique, du dème Deiradès, l'un des Quatre-Cents, stratège opposé à Alcibiade.
- 404 av. J.-C. : Alcibiade, homme d'État et général athénien, neveu de Périclès, disciple et ami de Socrate.
- 366 av. J.-C./365 av. J.-C. : Timophane, homme politique de Corinthe.
- 336 av. J.-C. :
  - Bagoas, favori et faiseur de Grands Rois achéménides.
  - Attale, général de Philippe II de Macédoine.
  - Cléopâtre, épouse de Philippe II de Macédoine.
  - Amyntas de Macédoine, neveu de Philippe II et précédent roi de Macédoine
- 330 av. J.-C. : Parménion, général d'Alexandre le Grand.
- 323 av. J.-C. : Stateira, seconde épouse d'Alexandre le Grand.
- 322 av. J.-C. : Cynané, demi-sœur d'Alexandre le Grand.
- 316 av. J.-C. : Olympias, mère d'Alexandre le Grand.
- 310 av. J.-C. : Roxane, première épouse d'Alexandre le Grand.
- 308 av. J.-C. : Cléopâtre de Macédoine, sœur d'Alexandre le Grand.
- 295 av. J.-C. : Thessaloniké, demi-sœur d'Alexandre le Grand.
- 284 av. J.-C. : Amastris, régente d'Héraclée du Pont.
- 282 av. J.-C. : Agathoclès de Thrace, fils du diadoque Lysimaque.
- 256 av. J.-C. : Bostar, général carthaginois.
- 143 av. J.-C. : Jonathan, chef des hasmonéens.
- 133 av. J.-C. : Tiberius Sempronius Gracchus, triumvir et tribun de la plèbe romaine.
- 121 av. J.-C. : Cléopâtre Théa, reine séleucide.
- 100 av. J.-C. :
  - Lucius Appuleius Saturninus, tribun de la plèbe romaine.
  - Caius Servilius Glaucia, proconsul romain.
- 91 av. J.-C. : Livius Drusus, tribun de la plèbe romain.
- 88 av. J.-C. : Quintus Pompeius Rufus, consul romain.
- 87 av. J.-C. : Marcus Antonius Orator, ancien consul et censeur romain.
- 72 av. J.-C. : Quintus Sertorius, ancien questeur romain.
- 54 av. J.-C. : Dumnorix, chef éduen.
- 48 av. J.-C. :
  - Pompée, consul romain.
  - Pothin, conseiller du pharaon Ptolémée XIII.

- 47 av. J.-C. : Achillas, général et conseiller de Ptolémée XIII.
- 43 av. J.-C. :
  - Cicéron, sénateur et ancien consul romain.
  - Decimus Junius Brutus Albinus, propréteur romain.
- 35 av. J.-C. :
  - Sextus Pompée, républicain romain, fils de Pompée
  - Aristobule III, grand-prêtre d'Israël
- 30 av. J.-C. :
  - Hyrcan II, ancien roi de Judée.
  - Marcus Antonius Minor, héritier de l'homme politique romain Marc Antoine
- 21 av. J.-C. : Arminius, chef de guerre germain.
- 20 : Germanicus, chef militaire romain.
- 23 : Drusus, fils de l'empereur romain Tibère.
- 41 :
  - Cæsonia Milonia, femme de l'empereur romain Caligula.
  - Julia Drusilla, fille de l'empereur Caligula et de sa femme Cæsonia Milonia.
- 48 : Messaline, troisième épouse de l'empereur romain Claude.
- 55 : Britannicus, chef militaire romain.
- 59 : Agrippine la Jeune, mère de Néron.
- 62 : Claudia Octavia, femme de Néron et sœur de Britannicus.
- 68 : Nymphidius Sabinus, préfet du prétoire à Rome pendant le règne de Néron.
- 69 : Titus Flavius Sabinus, préfet de Rome et frère aîné du futur empereur Vespasien.
- 182 : Lucilla, sœur de l'empereur Commode
- 192 : Wang Yun, ministre chinois de la dynastie Han.
- 197 : Guo Si, général chinois de la dynastie Han.
- 200 : Sun Ce, guerrier et meneur d'hommes chinois.
- 205 : Sun Yi, fils de Sun Jian et frère de Sun Quan, le premier empereur du Royaume de Wu, pendant la période des Trois Royaumes, en Chine.
- 265 : Yang Biao, ministre chinois de la dynastie Han.
- 284 : Arrius Aper, préfet du prétoire, poignardé par le commandant de la garde impériale Dioclès (le futur empereur Dioclétien) après la découverte de l'assassinat de Numérien, dont il fut accusé.
- 325 : Licinius, ancien empereur romain d'Orient.
- 373 : Nersès Ier le Grand, Catholicos d'Arménie.
- 388 : Flavius Victor, usurpateur de l'Empire romain d'Occident.
- 395 : Flavius Rufinus dit Rufin, préfet du prétoire de Théodose Ier et dirigeant effectif de l’Empire romain d'Orient sous le règne d'Arcadius.
- 411 : Edobich, chef franc.
- 415 : Hypatie, philosophe grecque.

### Moyen Âge
- 454 : Flavius Aetius, sénateur et généralissime des légions romaines, Patrice et « comes et magister utriusque militiae » (« comte et maître des deux milices »).
- 518 : Vitalien, général byzantin.
- 524 : Saint Sigismond (Sigismund), roi des Burgondes, mis à mort près d'Orléans sur ordre de Clodomir, le fils de Clovis.
- 533 :
  - Hildéric, ex-roi vandale.
  - Evagès, prince vandale.
  - Hoamer, prince vandale.
- 546 :
  - Aréobindus, général byzantin.
  - Guntharic, général byzantin.
  - Ulithée, officier byzantin.
- 568 : Galswinthe, femme de Chilpéric Ier, reine mérovingienne.
- 577 : Mérovée, fils de Chilpéric Ier, prince franc mérovingien.
- 580 :
  - Audovère, première épouse de Chilpéric Ier, et reine franque mérovingienne.
  - Clovis, fils d'Audovère et de Chilpéric Ier.
- 586 : Saint Prétextat, archevêque de Rouen, assassiné dans la cathédrale de Rouen.
- 598 : Wintrio, duc de Champagne, chef des leudes d'Austrasie, assassiné sur ordre de Brunehilde.
- 605 : Protade, favori de la reine Brunehilde, maire du palais de Bourgogne depuis 603.
- 609 : Anastase II d'Antioche, patriarche orthodoxe d'Antioche
- 610 / 611 : Comentiolus, chef militaire bizantin.
- 620 : Éleuthère, exarque de Ravenne.
- 624 : Ka'b ibn al-Ashraf poète et chef de la tribu Banu Nadir.
- circa 660 : Saint Ferjus, évêque de Gratianopolis.
- 661 : Ali ibn Abi Talib, calife de l'islam, imam, cousin et gendre de Mahomet.
- 754 : Saint Boniface, archevêque de Mayence, apôtre de la Germanie, fondateur de l'abbaye de Fulda, évangélisateur de la Frise, où il fut assassiné.
- 818 : Ali ar-Rida, huitième imam chiite duodécimain et alaouite.
- 838 : Frédéric, évêque d'Utrecht.
- 844 : Bernard de Septimanie, comte d'Autun et de Toulouse, Margrave de Septimanie et Chambellan de Louis Ier le Pieux.
- 849 : Guillaume de Septimanie, comte d'Agen.
- deuxième moitié du IXe siècle : Ketil, chef viking.
- 853 : Sicon de Salerne, prince de Salerne.
- 925 : Seulfe de Reims, archevêque de Reims.
- 942 : Guillaume Ier Longue-Épée, duc de Normandie.
- 968 : Abu Firas al-Hamdani, sultan de Homs.
- 1005 : Sigmundur Brestisson, chef féroïen.
- 1015 : Boris et Gleb, fils de Vladimir Ier, grand-prince de Kiev.
- 1020 : Findláech MacRory (Findláech mac Ruaidrí), mormaer de Moray, père de Macbeth Ier d'Écosse.
- 1027 : Richard III de Normandie, duc de Normandie.
- entre 1030 et 1040 : Robert Ier de Bellême, seigneur de Bellême.
- 1038 : Ealdred II de Bernicie, comte de Bernicie.
- 1051 : Drogon de Hauteville, deuxième comte normand d’Apulie (ou de Melfi).
- 1052 : Boniface III de Toscane, marquis de Canossa (1015-1052) et de Toscane (1027-1052).
- 1076 : Godefroy III de Basse-Lotharingie, duc de Basse-Lotharingie de 1069 à 1076.
- 1082 : Raymond Bérenger II Tête d'Étoupe, comte de Barcelone.
- 1089 : Mieszko Bolesławowic, prince de Cracovie
- 1100 : Bretislav II de Bohême, duc de Bohême.
- 1110 : Guillaume II de Cerdagne, comte de Tripoli
- 1127 : Charles Ier de Flandre, comte de Flandre.
- 1148 : Alphonse Jourdain, comte de Toulouse.
- 1160 : Maion de Bari, grand amiral du royaume de Sicile.
- 1170 : Thomas Becket, archevêque de Canterbury.
- 1181 : Raimond-Bérenger III, comte de Provence.
- 1182 :
  - Marie Comnène, fille de l'empereur byzantin.
  - Milo de Cogan, chevalier cambro-normand.
- 1183 : Rénier de Montferrat, époux de Marie Comnène.
- 1192 : Conrad de Montferrat, chef de la troisième croisade.
- 1199 : Adémar V de Limoges, vicomte de Limoges.
- 1200 :
  - Mercadier, chef de routiers aquitain.
  - Margaritus de Brindisi, amiral du royaume de Sicile.
- 1208 : Pierre de Castelnau, légat du pape.
- 1214 : Albert Avogadro, patriarche latin de Jérusalem.
- 1218 : Louis II de Looz, comte de Hollande.
- 1233 : Conrad de Marbourg, religieux allemand de l'ordre des Prémontrés, confesseur de sainte Élisabeth de Hongrie, premier responsable de l’Inquisition dans le Saint-Empire romain germanique.
- 1239 : Guillaume de Savoie, évêque de Valence (1224), de Liège (1238), de Winchester (1238), fils du comte Thomas Ier de Savoie.
- 1241 : Snorri Sturluson, homme politique et poète islandais.
- 1251 : Rinaldo Ier d'Este, noble italien.
- 1252 : Büri, khan mongol.
- 1270 : Philippe Ier de Montfort-Castres, seigneur chrétien de Tyr.
- 1296 : Florent V de Hollande, dit der Keerlen God (=Le dieu des Paysans), comte de Hollande de 1256 à 1296.
- XIVe siècle : Seguin de Badefol, chef de routiers.
- 1305 : Roger de Flor, chef de la compagnie catalane.
- 1306 : John III Comyn, neveu du roi Jean d'Écosse.
- 1316 : Renaud de Bar (évêque de Metz).
- 1343 : Hasan Kûtchek, chef militaire mongol.
- 1345 :
  - Alexis Apokaukos, mégaduc byzantin.
  - Jacob van Artevelde, homme d'état gantois.
- 1351 : Leonor de Guzmán, maîtresse royale de Alphonse XI de Castille.
- 1353 : William Douglas, seigneur écossais.
- 1354 : João Afonso de Albuquerque, noble portugais et ancien conseiller de Pierre Ier de Castille.
- 1357 : Marie de Portugal, reine de Castille.
- 1358 :
  - Étienne Marcel, échevin puis prévôt des marchands de Paris.
  - Fadrique de Castille, frère jumeau d'Henri II de Castille.
- 1361 : Blanche de Bourbon, reine de Castille.
- 1364 : Siger II d'Enghien, homme politique brabançon
- 1381 :
  - Simon Sudbury, archevêque de Cantorbéry et lord chancelier d'Angleterre.
  - Robert de Hales, Lord grand trésorier d'Angleterre.
  - Wat Tyler, chef de la révolte des paysans d'Angleterre.
- 1386 : Sinibaldo I Ordelaffi, seigneur italien.
- 1387 : Jeanne de Durazzo, et son époux, Robert IV d'Artois, duchesse et duc de Durazzo.
- 1388 :
  - Pierre Aycelin de Montaigut, dit le cardinal de Laon, ancien conseiller de Charles V, évêque-duc de Laon de 1370 à 1386.
  - Éverard t'Serclaes, noble de Bruxelles.
- 1398 : Biordo dei Michelotti, condottiere italien.
- 1399 : Giovanni Ordelaffi, condottiere italien.
- 1407 : Louis d'Orléans, chef du parti armagnac.
- 1411 : Jacob III de Sis, Catholicos d'Arménie.
- 1437 :
  - Jean de Villiers de L'Isle-Adam, maréchal de France, gouverneur de Paris et de Bruges.
  - Malatesta Baglioni, condottiere italien.
- 1440 : William Douglas (6e comte de Douglas), baron écossais.
- 1450 :
  - Agnès Sorel, maîtresse du roi de France Charles VII.
  - Gilles de Bretagne, frère du duc de Bretagne François Ier, représentant le parti pro-Anglais dans le duché.
  - William de la Pole, duc de Suffolk.
- 1451 : Jean Le Jeune, cardinal français.
- 1452 : William Douglas (8e comte de Douglas), baron écossais.
- 1457 : Jean de Coimbra, infant portugais.
- 1473 : Nicolas Ier de Lorraine, duc de Lorraine.
- 1478 : Julien de Médicis, frère de Laurent de Médicis, et codirigeant avec lui de la République florentine.
- 1482 : Louis de Bourbon, prince-évêque de Liège.
- 1485 : Pedro de Arbués, inquisiteur espagnol.
- 1489 : Henry Percy, baron anglais, comte de Northumberland.
- 1497 : Giovanni Borgia, condottiere italien.

### Renaissance et époque moderne (XVIesiècleauXVIIIesiècle)
- 1501 : Giovanni Battista Zeno, cardinal italien.
- 1502 :
  - Oliverotto da Fermo, condottiere italien.
  - Vitellozzo Vitelli, condottiere italien.
  - Giovanni Battista Orsini, cardinal italien.
- 1507 : Hosokawa Masamoto, vice-shogun japonais.
- 1508 : Michelotto Corella, assassin italien au service de César Borgia.
- 1511 : Francesco Alidosi, dit le cardinal de Pavie (v. 1460-1511) cardinal italien.
- 1514 : Christopher Bainbridge, cardinal anglais.
- 1520 :
  - Alphonse d'Aragon, deuxième mari de Lucrèce Borgia.
  - Gian Paolo Baglioni, condottiere italien.
- 1521 : Guillaume de Croÿ, noble picard.
- 1522 : L'Encobert, agermanat valencien.
- 1530 :
  - Francesco Ferrucci, condottiere de la République florentine.
  - Amico d'Arsoli, condottiere de la République florentine.
- 1535 : Rumiñahui, général inca.
- 1541 : Francisco Pizarro, conquistador espagnol, gouverneur du Pérou.
- 1548 : Lorenzino de Médicis, homme politique Duché de Florence
- 1550 : Abû `Abd Allâh Muhammad V al-Hasan, ancien sultan hafside de Tunis.
- 1552 : Pirro Colonna, condottiere italien.
- 1554 : Shiba Yoshimune, chef japonais du clan Shiba.
- 1556 : Robert IV de La Marck, maréchal de France.
- 1563 :
  - François de Guise, duc de Lorraine et leader catholique.
  - Mōri Takamoto, daimyo japonais.
- 1566 : David Rizzio, secrétaire particulier de Mary Stuart, reine d'Écosse.
- 1567 : Anne de Montmorency, connétable de France, leader catholique.
- 1569 :
  - Louis Ier de Bourbon-Condé, prince de Condé et leader protestant, après la bataille de Jarnac.
  - Vladimir de Staritsa, prince russe.
- 1571 :
  - Astorre Baglioni, condottiere italien.
  - Marco Antonio Bragadin, gouverneur de l'île de Chypre pour la république de Venise.
- 1572 :
  - Gaspard II de Coligny, amiral de France et chef du parti protestant.
  - Pierre de La Ramée, humaniste, philosophe, grammairien et logicien protestant.
- 1573 : François III Bouchard d'Aubeterre, chef des armées protestantes de la Saintonge.
- 1577 : Erik XIV de Suède, roi de Suède destitué et emprisonné.
- 1579 :
  - Bussy d'Amboise, favori de François, duc d'Anjou.
  - Roger de Saint-Lary de Bellegarde, ancien favori de Henri III de France.
- 1582 : Nobukimi Anayama, général japonais.
- 1588 :
  - Henri Ier de Guise, duc de Lorraine et leader catholique.
  - Louis de Guise, cardinal.
  - Henri Ier de Bourbon-Condé, 2e prince de Condé, un des chefs protestants pendant les guerres de religion, cousin du roi de Navarre, (le futur Henri IV), auprès duquel il combattit.
- 1594 : Boldizsár Báthory, voïvode de Transylvanie.
- 1601 : Michel Ier le Brave, prince valaque.
- 1602 : Abul al-Fazl ibn Mubarak, vizir moghol.
- 1603 : Sebald de Weert, navigateur néerlandais.
- 1605 : Maria Malyouta-Skouratov, tsarine de Russie.
- 1610 : le second faux Dimitri, usurpateur tentant de conquérir le trône de Russie.
- 1616 : Sylvestre de Laval, théologien et religieux français.
- 1617 : Concino Concini, favori de Marie de Médicis.
- 1618 : Jacques Turricella, évêque de Marseille.
- 1640 : Dalmau de Queralt, comte de Santa Coloma, vice-roi de Catalogne.
- 1647 : Masaniello, révolutionnaire napolitain.
- 1659 : Dârâ Shikôh, empereur moghol.
- 1660 : Shâh Shujâ, empereur moghol.
- 1672 : Cornelis et Johan de Witt, hommes d'État néerlandais.
- 1684 : Hotta Masatoshi, tairō japonais.
- 1687 : René-Robert Cavelier de La Salle, explorateur français.
- 1689 : Song Si-yeol, érudit coréen.
- 1692 : Henri Habert de Vauboulon, gouverneur de l'île de Bourbon.
- 1702 : François de Langlade du Chayla, archiprêtre des Cévennes.
- 1711 : John Lawson, explorateur britannique.
- 1750 : Canasatego, porte-parole de l'Iroquoisie
- 1753 : Giovan Pietro Gaffori, général, secrétaire d'État et directeur de la monnaie de Théodore de Neuhoff.
- 1763 : Asaf ad-Dawla Mir Ali Salabat Jang, ancien Nizam d'Hyderâbâd.
- 1769 : Pontiac, de son nom original Obwandiyag, chef de guerre de la tribu des Ottawa, dirigeant la lutte des nations amérindiennes Outaouais, Hurons et Potéouatamis contre la colonisation britannique.
- 1777 : Jane McCrea, jeune femme britannique tuée durant la guerre d'indépendance américaine.
- 1781 : Pierre-Nicolas Chenaux, personnalité politique suisse.
- 1789 :
  - Jacques de Flesselles, prévôt des marchands de Paris.
  - Bernard-René Jordan de Launay, gouverneur de la Bastille.
- 1792 :
  - Massacres de Septembre en France :
    - Jean Marie du Lau d'Allemans, archevêque d'Arles.
    - François-Joseph de La Rochefoucauld-Bayers, évêque-comte de Beauvais et pair de France.
    - Pierre-Louis de La Rochefoucauld-Bayers, évêque de Saintes.
    - Jean-Arnaud de Castellane, évêque de Mende.
    - Louis Hercule Timoléon de Cossé-Brissac, duc de Brissac.
    - Louis Alexandre de La Rochefoucauld d'Enville, duc de La Rochefoucauld et d'Anville.
    - Galiot Mandat de Grancey, commandant-général de la Garde Nationale française.
- 1793 :
  - Louis-Michel Lepeletier de Saint-Fargeau, homme politique français.
  - Jean-Paul Marat, révolutionnaire français.
  - Nicolas-Jean Hugou de Bassville, diplomate français.
  - Aubin Bigorie du Chambon, député à la Convention.
- 1795 :
  - Antoine Dorfeuille, sans-culotte de Bourg-en-Bresse.
  - Jean-Bertrand Féraud, député à la Convention.
- 1796 : Alexandre Louis de Fontbonne, général français.
- 1797 : Léonard Duphot, général français.
- 1799 :
  - Pierre Briand, juge de paix de Briec.
  - Antoine Bonnier d'Alco et Claude Roberjot, diplomates français au Second congrès de Rastadt.
  - Jean François Sylvestre Denis de Trobriand, officier de marine français.
- 1800 : Yves Marie Audrein, évêque de Quimper et conventionnel régicide.

### Époque contemporaine (XIXesiècle)
- 1812 : Louis-Alexandre de Launay, aventurier politique français, et sa femme Antoinette Saint-Huberty, cantatrice française.
- 1814 : Giuseppe Prina, ministre des finances du royaume d'Italie.
- 1815 : Guillaume Marie-Anne Brune, maréchal français.
- 1817 :
  - Antoine Bernardin Fualdès, magistrat français, procureur du Roi de l'Aveyron.
  - Karađorđe, ex-prince de Serbie.
- 1819 : August von Kotzebue, conseiller d'état allemand.
- 1820 :
  - Charles Ferdinand d'Artois, duc de Berry, fils du futur roi de France Charles X.
  - Denis Decrès, ancien ministre de la Marine de Napoléon Ier.
- 1825 : Solomon P. Sharp, ministre de la Justice du Kentucky et membre du Congrès des États-Unis.
- 1828 : Manuel Dorrego, gouverneur de Buenos Aires et gouvernant principal des Provinces-Unies du Río de la Plata.
- 1834 : Gamzat-bek, imam du Daghestan.
- 1841 : William Hay Macnaghten, administrateur des Indes britanniques.
- 1848 : Theodor Baillet von Latour, ministre autrichien.
- 1849 : João Ferreira do Amaral, gouverneur de Macao.
- 1856 : Massacre de Tianjing.
  - Yang Xiuqing, un des organisateurs de la révolte des Taiping, ainsi que sa famille.
  - La famille de Shi Dakai, général de la révolte des Taiping.
- 1858 : Benjamin Lett, hors-la-loi canadien.
- 1859 : Henri Lambert, explorateur français.
- 1861 : Henry Heusken, diplomate américain.
- 1862 :
  - Charles Lennox Richardson, diplomate britannique.
  - Yoshida Tōyō, samouraï japonais.
- 1864 :
  - Shōzan Sakuma, politicien japonais de l'ère Edo.
  - Pedro Santana, ancien président d'Haïti.
- 1865 : Manuel Isidoro Belzu, ancien président de la Bolivie.
- 1867 :
  - Ito Kashitaro, samouraï japonais membre du Shinsen gumi
  - Takeda Kanryūsai, samouraï japonais membre du Shinsen gumi
  - Ryōma Sakamoto, homme politique japonais ayant contribué à la Restauration de Meiji, et Nakaoka Shintarō, chef de village.
  - Ali Ben Ghedhahem, dirigeant tribal tunisien.
- 1868 : Thomas D'Arcy McGee, homme politique canadien.
- 1869 : George W. Ashburn, homme politique américain.
- 1870 : Justo José de Urquiza, homme politique argentin.
- 1875 : Kicking Bird, chef kiowa.
- 1876 :
  - Abdulaziz ancien sultan de l'Empire ottoman.
  - Jean-Baptiste Dutrou-Bornier, capitaine de la marine française et roi autoproclamé de l'Île de Pâques.
  - Septimus Rameau, vice-président d'Haïti.
  - Jules Moulin, diplomate français.
- 1878 : Nikolaï Mezentsov, chef de la police secrète russe.
- 1880 : George Brown, homme politique canadien.
- 1882 : Lord Frederick Cavendish, secrétaire aux Affaires irlandaises, en même temps que son collaborateur Thomas Henry Burke.
- 1883 : Midhat Pacha, ancien grand vizir de l'empire ottoman.
- 1884 :
  - Léon Herbin, officier et agent consulaire français.
  - John Donald Hamill Stewart, officier britannique.
- 1886 : Ricardo Gaitán Obeso, général colombien.
- 1889 : Mori Arinori, ministre de l'Éducation nationale du Japon.
- 1890 :
  - Sitting Bull, chef indien sioux.
  - Crow Foot, fils de Sitting Bull.
- 1895 : Myeongseong, épouse de l'empereur Gojong dernier roi de la dynastie coréenne Chosŏn.
- 1898 : Gabriel Marius Cazemajou, officier et explorateur français.
- 1900 : Clemens von Ketteler, diplomate allemand.

### XXesiècle

#### 1901-1910
- 1902 : Dmitri Sipiaguine, ministre de l'intérieur russe.
- 1904 : Viatcheslav Plehve, ministre de l'intérieur russe.
- 1905 :
  - Nikolaï Bobrikov, gouverneur-général de la Finlande.
  - Serge Alexandrovitch de Russie, grand-duc de Russie.
- 1906 : Gueorgui Gapone, agent provocateur russe.
- 1907 :
  - Émile Mauchamp, médecin français envoyé au Maroc par le gouvernement français.
  - Ilia Tchavtchavadzé, dirigeant du mouvement national de libération de la Géorgie.
  - Grigori Pavlovitch Tchoukhnine, amiral russe.
- 1908 : Louis-Philippe de Bragance, prince royal de Portugal, au même moment que son père Carlos Ier.
- 1910 :
  - Hirobumi Itō, résident général japonais en Corée.
  - Miguel Bombarda, médecin et homme politique portugais.

#### 1911-1920
- 1912 : Eloy Alfaro, ancien président de l'Équateur.
- 1913 :
  - Song Jiaoren, membre fondateur du Guomindang.
  - Nazım Pacha, ministre de la Guerre ottoman.
  - José María Pino Suárez, vice-président mexicain.
  - Abraham González Casavantes, gouverneur et ministre mexicain.
- 1914 :
  - François-Ferdinand d'Autriche, héritier du double trône d'Autriche-Hongrie, et son épouse Sophie Chotek.
  - Jean Jaurès, homme politique français.
  - Rafael Uribe Uribe, général colombien.
  - Henri Maitre, explorateur français.
- 1915 :
  - Oreste Zamor, ancien président d'Haïti.
  - Pinheiro Machado, homme politique brésilien.
  - Rafle des intellectuels arméniens à Constantinople :
    - Krikor Zohrab, écrivain arménien.
    - Daniel Varoujan, écrivain arménien.
    - Roupen Zartarian, écrivain arménien.
    - Ardachès Haroutunian, écrivain arménien.
    - Siamanto, poète arménien.
    - Roupen Sévag, médecin arménien.
    - Dikran Tcheugurian, journaliste arménien.
    - Diran Kélékian, journaliste arménien.
    - Tlgadintsi, professeur arménien.
    - Eroukhan, écrivain arménien.
    - Sarkis Minassian, journaliste arménien.

- 1916 : Raspoutine, homme d'influence à la cour du Tsar.
- 1917 : Ivan Goremykine, ministre de l'intérieur russe.
- 1918 :
  - István Tisza, ancien premier ministre hongrois.
  - Wilhelm Mirbach, ambassadeur d'Allemagne à la RSFSR.
  - V. Volodarski, révolutionnaire marxiste russe.
  - Moïsseï Ouritsky, directeur de la Tchéka de Petrograd.
  - Ali Aaltonen, chef des Gardes rouges finlandais.
  - Hermann von Eichhorn, général de l'armée prussienne.
  - Simon XIX Benjamin, patriarche de l'Église apostolique assyrienne de l'Orient
  - Michel Alexandrovitch de Russie, frère cadet du tsar Nicolas II.
  - La famille impériale de Russie à la villa Ipatiev :
    - Alix de Hesse-Darmstadt.
    - Olga Nikolaïevna de Russie (1895-1918).
    - Tatiana Nikolaïevna de Russie.
    - Maria Nikolaïevna de Russie (1899-1918).
    - Anastasia Nikolaïevna de Russie.
    - Alexis Nikolaïevitch de Russie.
    - Evgueni Sergueïevitch Botkine.

  - Les suppliciés d'Alapaïevsk :
    - Élisabeth de Hesse-Darmstadt.
    - Serge Mikhaïlovitch de Russie.
    - Ioann Constantinovitch de Russie.
    - Constantin Constantinovitch de Russie (1891-1918).
    - Igor Constantinovitch de Russie.
    - Vladimir Pavlovitch Paley.
    - Varvara Yakovleva.
- 1919 :
  - Karl Liebknecht et Rosa Luxemburg, cofondateurs du Parti communiste d'Allemagne.
  - Leo Jogiches, membre de la direction centrale du Parti communiste d'Allemagne.
  - Gustav Landauer, révolutionnaire allemand.
  - Emiliano Zapata, révolutionnaire mexicain.
  - Hugo Haase, président du Parti social-démocrate indépendant d'Allemagne.
  - Paul Alexandrovitch de Russie.
  - Dimitri Constantinovitch de Russie.
  - Georges Mikhaïlovitch de Russie.
  - Nicolas Mikhaïlovitch de Russie.
- 1920
  - Demetriu Radu, évêque gréco-catholique de Oradea Mare (Roumanie).
  - Dimitrie Greceanu (ro), ministre de la Justice roumain.
  - Fatali Khan Khoyski, ancien Premier ministre de la République démocratique d'Azerbaïdjan

#### 1921-1930
- 1921 :
  - Matthias Erzberger, homme politique allemand.
  - Alberto Acquacalda, lieutenant des Arditi del Popolo.
  - Talaat Pacha, ancien grand vizir ottoman.
  - Saïd Halim Pacha, ancien grand vizir ottoman.
  - Yasuda Zenjirō, entrepreneur japonais.
  - Karl Gareis, homme politique allemand.
  - Nuit sanglante au Portugal :
    - António Machado Santos (pt), ministre portugais.
    - José Carlos da Maia (pt), ancien ministre et grand-maître de l'ordre d'Aviz.
- 1922 :
  - Heikki Ritavuori, ministre de l'intérieur de la Finlande.
  - Walther Rathenau, industriel et homme politique allemand.
  - Djemal Pacha, ancien ministre ottoman.
  - Behaeddine Chakir, homme politique ottoman.
  - Mustafa Suphi, fondateur et président du comité central du Parti communiste turc.
- 1923 :
  - Enrico Tellini, général italien.
  - Francisco Villa, révolutionnaire mexicain.
  - Alois Rašín, ministre des Finances de la Tchécoslovaquie.
  - Karl von Gareis, juriste allemand.
  - Marius Plateau, secrétaire général de la Ligue de l'Action française et responsable des Camelots du roi.
  - Incident d'Amakasu :
    - Sakae Ōsugi, militant anarchiste japonais.
    - Noe Itō, militante féministe et anarchiste japonaise.
- 1924 :
  - Giacomo Matteotti, chef socialiste italien.
  - Jacob Israël de Haan, écrivain et journaliste juif néerlandais.
- 1925 :
  - Konstantin Georgiev, homme politique et militaire bulgare.
  - Geo Milev, poète communiste bulgare.
  - Hugo Bettauer, écrivain autrichien.
  - Ernest Berger, trésorier de l'Action française.
- 1926 : Simon Petlioura, leader politique ukrainien.
- 1927 : Zhang Zuolin, seigneur de la guerre chinois.
- 1928 : Stjepan Radić, leader nationaliste croate en Yougoslavie.
- 1929 :
  - Celal Pasha, ancien ministre turc de la Marine.
  - Hamza Hakimzade Niyazi, poète et révolutionnaire ouzbek.
  - Julio Antonio Mella, cofondateur du Parti communiste cubain.
- 1930
  - João Pessoa Cavalcanti de Albuquerque, gouverneur de l'État de la Paraïba (Brésil).
  - João Suassuna, ancien gouverneur de l'État de la Paraïba.
  - Horst Wessel, militant nazi allemand.

#### 1931-1940
- 1932 : Incident de la Ligue du sang.
  - Dan Takuma, homme d'affaires japonais.
  - Junnosuke Inoue, homme d'affaires japonais.
  - Yoshinori Shirakawa, général de l'armée impériale japonaise.
- 1933 :
  - Anton Cermak, maire de Chicago.
  - Haïm Arlozoroff, membre directeur de l'Agence juive.
  - Erhard Heiden, ancien Reichsführer-SS.
  - Albrecht Höhler, militant communiste allemand, assassin de Horst Wessel.
- 1934 :
  - Augusto Sandino, opposant nicaraguayen.
  - André Aliker, journaliste communiste martiniquais.
  - Sergueï Kirov, membre du Politburo du Parti communiste soviétique et chef du parti communiste de Leningrad.
  - Bronisław Pieracki, ministre de l'intérieur de Pologne.
  - Nuit des Longs Couteaux :
    - Ernst Röhm, chef de la SA :
    - Edmund Heines, suppléant de Röhm et député nazi.
    - Karl Ernst, chef de la SA de Berlin.
    - August Schneidhuber, député nazi et responsable de la police de Munich.
    - Wilhelm Schmid, député nazi et dirigeant du service du personnel de la SA.
    - Hans-Karl Koch, député nazi.
    - Peter von Heydebreck, député nazi, commandant de la SA de Poméranie.
    - Werner Engels, chef adjoint de la police de Breslau.
    - Friedrich Wilhelm von Krausser, député nazi.
    - Hans Hayn, député nazi, numéro 2 de la SA de Saxe.
    - Georg von Detten, membre du parti nazi.
    - Hans-Joachim von Falkenhausen, membre du parti nazi et chef de cabinet de Von Detten.
    - Hans Erwin von Spreti-Weilbach, dirigeant de la SA.
    - Anton von Hohberg und Buchwald, membre de la SS et officier de l'armée régulière.
    - Karl Lämmermann, dirigeant de la Hitlerjugend en Saxe.
    - Emil Sembach, ancien député nazi.
    - Gregor Strasser, ancien leader du parti nazi.
    - Bernhard Stempfle, moine et théologien.
    - Erich Klausener, ministre allemand de la Police.
    - Herbert von Bose, secrétaire de Franz von Papen.
    - Edgar Julius Jung, conseiller politique de Franz von Papen.
    - Gustav von Kahr, homme politique conservateur, l'un des responsables de l'échec du putsch de la brasserie.
    - Kurt von Schleicher, général allemand et ancien chancelier, et son épouse Elisabeth.
    - Ferdinand von Bredow, général allemand et bras droit de Schleicher.
    - Kuno Kamphausen, opposant politique catholique.
    - Fritz Gerlich, journaliste et opposant politique catholique.
    - Adalbert Probst, militant catholique.
    - Wilhelm Freiherr von Ketteler, diplomate.
    - Julius Adler, avocat.
    - Wilhelm Eduard Schmid, critique musical.
- 1935 :
  - Huey Long, sénateur de la Louisiane et ancien gouverneur.
  - Tetsuzan Nagata, général de l'armée impériale japonaise.
  - Sun Chuanfang, ancien seigneur de la guerre chinois.
  - Enzo Bordabehere, homme politique argentin.
- 1936 :
  - Jafar al-Askari, ministre de la défense irakien.
  - José Calvo Sotelo, homme politique monarchiste espagnol.
  - Moritz Schlick, philosophe autrichien, membre du Cercle de Vienne.
  - Wilhelm Gustloff, militant nazi.
  - Incident du 26 février :
    - Takahashi Korekiyo, ministre des Finances japonais.
    - Saitō Makoto, gardien du sceau privé du Japon.
    - Jōtarō Watanabe, général de l'armée impériale japonaise.
- 1937 :
  - Yéghiché Tcharents, poète, romancier et intellectuel arménien.
  - Dimitri Navachine, journaliste et économiste russe.
  - Carlo et Nello Rosselli, opposants antifascistes italiens.
  - Camillo Berneri et Francesco Barbieri, militants anarcho-communistes italiens.
  - Bakr Sidqi, général irakien.
  - Andreu Nin, révolutionnaire communiste espagnol.
  - Ignace Reiss, espion soviétique.
- 1938 :
  - Ernst vom Rath, diplomate allemand.
  - Rudolf Klement, secrétaire allemand de Léon Trotski.
  - Corneliu Zelea Codreanu, créateur de l'organisation roumaine Garde de fer.
- 1939 :
  - Evguéniï Miller, général des Armées blanches, chef de l'opposition russe.
  - Grigori Sokolnikov, homme politique et économiste soviétique.
  - Zinaïda Reich, actrice de théatre soviétique.
- 1940 :
  - Léon Trotsky, fondateur de l’Armée rouge.
  - Michael O'Dwyer, ancien gouverneur britannique du Pendjab.
  - Nikolaï Koltsov, biologiste soviétique.

#### 1941-1950
- 1941 :
  - Marx Dormoy, homme politique français, ancien maire de Montluçon.
  - Marcel Gitton, secrétaire général du Parti populaire français.
- 1942 :
  - Reinhard Heydrich, patron de la Gestapo.
  - François Darlan, amiral et homme politique français.
  - Georges Pètre, avocat belge.
  - Prosper Teughels, bourgmestre belge.
- 1943 :
  - Carlo Tresca, éditeur et opposant antifasciste italien.
  - Pierre Tresso (Pietro Tresso, dit Blasco) homme politique italien, militant communiste, trotskiste.
  - Maurice Sarraut, directeur du journal La Dépêche et ancien dirigeant du parti radical-socialiste.
  - Julius Ritter, Standartenführer supervisant le Service du travail obligatoire en France.
  - René Gosse, résistant français.
  - Paul Colin, journaliste belge pro-nazi.
  - Eugen Fried, homme politique belge.
  - Franz Bürkl, Oberscharführer de la Gestapo.
- 1944 :
  - Eugène Deloncle, milicien français et ancien chef de la Cagoule, par la Gestapo.
  - Philippe Henriot, secrétaire d'État de l'Information et de la propagande du gouvernement de Vichy.
  - Georges Mandel, homme politique et résistant français.
  - Walter Guinness, représentant officiel de la Grande-Bretagne en Égypte.
  - Alexandre Galopin, gouverneur de la Société générale de Belgique.
  - François Van Aerden, diplomate belge réfugié en France.
  - Jean Zay, ancien ministre de l'Instruction publique français.
  - Jules Hiernaux, homme politique belge.
  - Pierre Harmignie, prêtre catholique belge.
  - Louis Braffort, avocat belge.
  - Franz Kutschera, Brigadeführer et chef de la police de Varsovie.
  - Christian Wirth, Sturmbannführer responsable de l'inspection des camps d'extermination.
  - Oswald Englebin, bourgmestre belge.
  - Georges Barthélémy, maire français.
  - George Montandon, médecin et anthropologue hélvético-français.
  - François Bovesse, avocat belge.
- 1945 :
  - Yu Dafu, écrivain et résistant chinois.
  - Les enfants Goebbels de Magda et Joseph Goebbels.
  - Takeshi Mori et Michinori Shiraishi, respectivement lieutenant-général et lieutenant-colonel japonais.
  - Richard Thomalla, Hauptsturmführer responsable de la construction de camps d'extermination.
  - Richard Kuenzer, juriste allemand.
  - Albrecht von Bernstorff, diplomate allemand.
  - Ernst Schneppenhorst, homme politique allemand.
  - Karl Ludwig von und zu Guttenberg, juriste allemand.
  - Klaus Bonhoeffer, juriste allemand.
  - Rüdiger Schleicher, juriste allemand.
  - Hans John, juriste allemand.
  - Friedrich Justus Perels, juriste allemand.
  - Wilhelm Staehle, officier allemand.
  - Franz Oppenhoff, maire d'Aix-la-Chapelle.
  - Mució Miquel, cycliste et résistant espagnol.
- 1946 : Ahmad Kasravi, philosophe iranien.
- 1947 :
  - Aung San, chef nationaliste birman.
  - Karol Świerczewski, général polonais.
  - Theodore Romzha, évêque ukrainien.
- 1948 :
  - Mohandas Gandhi, chef indépendantiste indien.
  - Folke Bernadotte, diplomate suédois et André Sérot, officier de renseignement français.
  - Jan Masaryk, homme politique et diplomate tchécoslovaque.
  - Jorge Eliécer Gaitán, homme politique colombien.
- 1949 : Hassan el-Banna, fondateur des Frères musulmans.
- 1950 :
  - Julien Lahaut, député communiste de Liège (Belgique).
  - Sami al-Hinnawi, ancien président syrien.
  - Vasile Aftenie, évêque roumain uni à Rome.

#### 1951-1960
- 1951 :
  - Amédée Fengarol, maire de Pointe-à-Pitre, Guadeloupe.
  - Pierre Chevallier, maire d'Orléans et secrétaire d'État à l'Enseignement technique, à la Jeunesse et aux Sports.
- 1952 : Farhat Hached, syndicaliste tunisien.
- 1953 : Hédi Chaker, figure du mouvement national tunisien.
- 1954 : Abderrahmen Mami, nationaliste tunisien, proche de Lamine Bey.
- 1955 : Jacques Lemaigre Dubreuil, homme d'affaires et militant politique français.
- 1956 : Mekki Ben Azzouz, homme politique tunisien.
- 1957 :
  - Frank País, dirigeant étudiant et révolutionnaire cubain.
  - Larbi Ben M'hidi, responsable du Front de libération nationale.
  - Ali Boumendjel, militant politique algérien.
  - Jean de Vaugelas, ancien cadre de la Milice française.
  - Ramdane Abane, responsable du Front de libération nationale.
- 1958 :
  - Ibrahim Hashim (en), homme politique jordanien.
  - Ruben Um Nyobe, homme politique camerounais.
- 1959 : Stepan Bandera, nationaliste ukrainien.
- 1960 :
  - Inejirō Asanuma, chef du Parti socialiste japonais.
  - Félix-Roland Moumié, homme politique camerounais.
  - Les sœurs Mirabal, militantes dominicaines antitrujillista :
    - Patria Mirabal
    - Minerva Mirabal
    - María Teresa Mirabal

#### 1961-1970
- 1961 :
  - Camille Blanc, maire d'Évian.
  - Salah Ben Youssef, homme politique tunisien.
  - Jacques Stéphen Alexis, écrivain haïtien.
  - Roger Gavoury, commissaire central d'Alger.
  - Barthélémy Rossello, agent français du Mouvement pour la communauté.
- 1962 :
  - Camille Petitjean, ingénieur français.
  - Assassinat de Château-Royal :
    - Marcel Basset, directeur du Centre de formation de l'Éducation de Base à Tixeraine (Centres Sociaux Éducatifs d'Algérie).
    - Robert Eymard, chef du bureau d'études pédagogiques aux CSE.
    - Mouloud Feraoun, directeur adjoint au chef de service des CSE et écrivain.
    - Ali Hammoutène, inspecteur de l'Éducation Nationale, directeur adjoint aux CSE.
    - Max Marchand, chef de service aux CSE.
    - Salah Ould Aoudia, inspecteur des CSE de la région Alger Est.
- 1963 :
  - Mohamed Khemisti, ministre algérien des Affaires étrangères.
  - Ngo Dinh Nhu, homme politique vietnamien.
  - Gregoris Lambrakis, député grec.
  - Medgar Evers, militant américain du NAACP.
  - Henri Lafond, banquier et conseiller économique français.
- 1964 :
  - Adib Chichakli, ancien président syrien.
  - Meurtres de la Freedom Summer :
    - James Chaney.
    - Andrew Goodman.
    - Michael Schwerner, militants américains des droits civiques.
- 1965 :
  - Mehdi Ben Barka, leader socialiste de l'opposition marocaine, tiers-mondiste, panafricaniste et anticolonialiste.
  - Malcolm X, militant politique américain.
  - Humberto Delgado, militaire portugais et opposant au régime de Salazar.
  - Viola Liuzzo, militante américaine des droits civiques.
  - Jean-Jacques Dessalines Ambroise, homme politique haïtien, ainsi que sa femme Lucette Lafontant.
  - Herberts Cukurs, criminel de guerre letton.
  - Triple assassinat de Lazare Matsocota, Joseph Pouabou et Anselme Massouémé, personnalités politiques congolaises.
- 1966 : Castor Osende Afana, homme politique camerounais.
- 1967 :
  - Mohamed Khider, homme politique algérien.
  - Ernesto Guevara dit Le Che, exécuté sans jugement par l'armée bolivienne.
  - George Lincoln Rockwell, leader du Parti nazi américain.
  - Demba Diop, ministre de la Jeunesse et des sports du Sénégal.
- 1968 :
  - Martin Luther King, pasteur et homme politique américain.
  - Robert Kennedy, homme politique américain.
  - Sergio Pérez Castillo, diplomate canadien.
- 1969 :
  - Tom Mboya, homme politique kenyan.
  - Atanasio Ndong Miyone, ministre équatoguinéen.
- 1970 :
  - Belkacem Krim, homme politique algérien.
  - Pierre Laporte, ministre du Travail québécois.
  - Dan Mitrione, agent du FBI et expert en torture.
  - René Schneider, général chilien.
  - Karl von Spreti, ambassadeur allemand.
  - Pedro Eugenio Aramburu, ancien président de l'Argentine.

#### 1971-1980
- 1971 :
  - Parouir Sévak, poète arménien.
  - Maximiliano Gómez, chef communiste dominicain.
  - Sean Flynn, photojournaliste américain.
  - Pierre Overney, militant maoïste de la Gauche prolétarienne.
  - Mario Bachand, militant québécois du FLQ.
- 1972 :
  - Ghassan Kanafani, écrivain palestinien.
  - Mahir Çayan, leader du Parti de la libération du peuple de Turquie (de).
  - Luigi Calabresi, commissaire de police italien.
- 1973 :
  - Amilcar Cabral, leader indépendantiste de Guinée-Bissau.
  - Jean Sénac, écrivain algérien.
  - Outel Bono, opposant tchadien.
  - Eugenio Garza Sada, homme d'affaires mexicain.
  - Richard Sharples, gouverneur des Bermudes.
  - Mohammed Youssef al-Najjar, plus connu sous le nom d’Abou Youssef, numéro 2 du Fatah.
  - Kamal Nasser, membre de l'OLP.
  - Kamal Adouan, membre de l'OLP.
  - Ahmed Bouchiki, citoyen norvégien confondu avec Ali Hassan Salameh.
  - Victor Jara, chanteur et militant communiste chilien.
  - İbrahim Kaypakkaya, fondateur du Parti communiste de Turquie/marxiste-léniniste.
- 1974 :
  - Carlos Prats, général chilien en exil.
  - Günter von Drenkmann, chef de la Justice de Berlin.
  - Alberto Villar, vice-chef de la police fédérale argentine.
- 1975 :
  - Herbert Chitepo, homme politique zimbabwéen.
  - Heinz Hillegaart, diplomate allemand.
  - Josiah Kariuki, homme politique kényan.
  - Richard Welch, chef de poste de la CIA à Athènes.
  - Roque Dalton, poète et militant salvadorien.
  - Assassinat du Sheikh Mujibur Rahman :
    - Sheikh Abu Naser, frère de Mujibur Rahman.
    - Sheikh Fazilatunnesa Mujib, femme de Mujibur Rahman.
    - Sheikh Kamal, fils de Mujibur Rahman.
    - Sultana Kamal, femme de Sheikh Kamal.
    - Sheikh Jamal, fils de Mujibur Rahman.
    - Sheikh Russel, fils de Mujibur Rahman.
    - Sheikh Fazlul Haque Mani, neveu de Mujibur Rahman.
    - Abdur Rab Serniabat, beau-frère de Mujibur Rahman.
- 1976 :
  - Orlando Letelier, ancien ambassadeur chilien.
  - Juan José Torres, ancien président de la Bolivie.
  - Jean de Broglie, ancien ministre français.
  - Christopher Ewart-Biggs, ambassadeur britannique en Irlande.
  - Zelmar Michelini, journaliste et homme politique uruguayen.
  - Héctor Gutiérrez Ruiz, homme politique uruguayen.
  - William Whitelaw et Rosario del Carmen Barredo, deux membres des Tupamaros.
  - Hector Pietersen, adolescent sud-africain.
  - John Roselli, mafieux américain, impliqué dans les relations entre la Central Intelligence Agency et la Mafia américaine.
- 1977 :
  - Kamal Joumblatt, homme politique libanais.
  - Rutilio Grande, prêtre, travailleur social (Salvador).
  - Siegfried Buback, procureur général fédéral près la Cour fédérale allemand.
  - Jürgen Ponto, banquier allemand.
  - Hans Martin Schleyer, président du patronat allemand.
  - Jean-Antoine Tramoni, agent de sécurité ayant tué Pierre Overney.
  - Rodolfo Walsh, journaliste argentin.
  - Alice Domon et Léonie Duquet, religieuses françaises.
  - Ndouna Dépénaud, diplomate gabonais.
- 1978 :
  - Guéorgui Markov, homme politique bulgare.
  - François Duprat, homme politique français.
  - George Moscone, maire de San Francisco.
  - Harvey Milk, conseiller municipal homosexuel de San Francisco.
  - Abdul Razak al-Naif, ancien premier ministre irakien.
  - Clemens Kapuuo, homme politique namibien.
  - Aldo Moro, ancien premier ministre italien.
  - Henri Curiel, militant d'extrême-gauche français.
  - Leo Ryan, représentant démocrate de Californie au Congrès des États-Unis.
  - Pedro Joaquín Chamorro Cardenal, journaliste et éditeur nicaraguayen.
  - José Miguel Beñarán Ordeñana, membre de l'ETA.
  - Tony Frangié, ancien ministre libanais, avec sa femme et sa fille.
  - Peppino Impastato, journaliste et animateur radio Italien, alors qu'il est candidat lors d'une campagne municipale à Cinisi.
- 1979 :
  - Airey Neave, homme politique britannique.
  - Richard Sykes, ambassadeur britannique aux Pays-Bas.
  - Louis Mountbatten, vice-amiral, ancien vice-roi des Indes, oncle par alliance de la reine Élisabeth II.
  - Pierre Goldman, militant d'extrême gauche français.
  - Adolph Dubs, ambassadeur des États-Unis en Afghanistan.
  - Carmine Pecorelli, journaliste italien.
  - Ali Hassan Salameh, organisateur de la prise d'otages des Jeux olympiques de Munich.
  - Abdi İpekçi, journaliste turc.
- 1980 :
  - Joseph Fontanet, homme politique français et ancien ministre.
  - Nihat Erim, ancien premier ministre turc.
  - Anastasio Somoza Debayle, ancien président du Nicaragua.
  - Yolanda González Martín, militante trotskiste espagnole.

#### 1981-1990
- 1981 :
  - Mohammad Beheshti, dirigeant du parti républicain islamique iranien.
  - Louis Delamare, ambassadeur français au Liban.
  - Pierre Declercq, indépendantiste néocalédonien.
  - Naïm Khader, représentant de l'Organisation de libération de la Palestine.
- 1982 :
  - Atilla Altžkat, diplomate turc.
  - Eduardo Frei Montalva, ancien président du Chili.
  - Jean-Pierre Maïone-Libaude, ancien membre de l'OAS.
- 1983 :
  - Benigno Aquino, Jr., homme politique philippin.
  - Lee Bum Suk, ministre des affaires étrangères de la Corée du Sud.
  - Guy Orsoni, militant nationaliste du FLNC.
  - Yorian Gabriel, militaire de Haute-Volta.
  - Pierre-Jean Massimi, secrétaire général français de la Haute-Corse.
- 1984 :
  - Alan Berg, animateur de radio américain.
  - Jerzy Popieluszko, prêtre, aumônier de Solidarnosc.
  - André Jarlan, prêtre catholique français.
- 1985 :
  - René Audran, général français.
  - Paul-Bernard Kemayou, roi de Bangou et homme politique camerounais.
  - Nicolas Kluiters, père jésuite néerlandais, à Nabha (Liban).
  - Vernon Nkadimeng, dissident sud-africain.
  - Frank Shoofey, avocat canadien.
  - Hugo Spadafora, médecin et guérillero italo-panaméen
  - Ernst Zimmerman, patron allemand.
- 1986 :
  - Guillermo Cano Isaza, journaliste colombien.
  - Georges Besse, président de la Régie Renault.
  - Michele Sindona, banquier italien.
- 1987 :
  - Ali André Mécili, avocat parisien et opposant algérien.
  - Mustafa Bouyali, fondamentaliste islamique algérien.
  - Naji al-Ali, caricaturiste palestinien.
- 1988 :
  - Vijaya Kumaratunga, homme politique et acteur srilankais.
  - Sayd Bahodine Majrouh, homme politique, poète, philosophe et militant afghan.
  - Chico Mendes, seringueiro, défenseur de l’Amazonie.
  - Dulcie September, représentante de l'ANC en France.
- 1989 :
  - Jean-Marie Tjibaou, homme politique français, leader indépendantiste kanak.
  - Luis Carlos Galán, homme politique colombien.
  - Abdullah Azzam, cheikh palestinien.
  - Danny Huwé, journaliste belge.
- 1990 :
  - Jean-Jacques Peschard, maire du VIIe arrondissement de Marseille.
  - Ian Gow, homme politique britannique.
  - Robert Ouko, ministre kenyan des affaires étrangères.
  - Bernardo Jaramillo Ossa, homme politique colombien.
  - Meir Kahane, rabbin et homme politique israélo-américain.
  - Paul Mariani, maire de Soveria (Corse).
  - Gerald Bull, ingénieur canadien.
  - Turan Dursun, écrivain turc.
  - Bahriye Üçok, universitaire et militante turque.

#### 1991-2000
- 1991 :
  - Rajiv Gandhi, premier ministre indien
  - André Cools, homme politique belge.
  - Shapour Bakhtiar, ancien premier ministre iranien.
  - Clément Oumarou Ouédraogo, leader de l'opposition burkinabé.
  - Salah Khalaf, no 2 de l'OLP.
  - Faqri Al-Oumari, membre de l'OLP.
  - Hayel Abdul Hamid, membre de l'OLP.
  - Detlev Karsten Rohwedder, homme politique allemand.
  - Jaime Guzmán, homme politique chilien.
- 1992 :
  - Salvatore Lima, homme politique italien, ancien maire de Palerme.
  - Farag Foda, homme politique et intellectuel égyptien.
  - Ivan Kramberger, homme politique slovène.
  - Atef Bseiso, officiel palestinien.
  - Petra Kelly, femme politique allemande et fondatrice du Parti allemand des Verts.
- 1993 :
  - Jorge Carpio Nicolle, éditeur de journaux et politicien guatémaltèque.
  - Emmanuel Gapyisi, homme politique rwandais.
  - Hakija Turajlić, vice-Premier ministre de la Bosnie-Herzégovine.
  - Kasdi Merbah, ancien premier ministre algérien.
  - Tahar Djaout, écrivain et journaliste algérien.
  - Chris Hani, chef du parti communiste sud-africain.
  - Pontien Karibwami, président de l'Assemblée nationale du Burundi.
  - Gilles Bimazubute, vice-président de l'Assemblée nationale du Burundi.
  - Juvénal Ndayikeza, ministre de l'Administration du Territoire et du Développement communal du Burundi.
  - Juan Jesús Posadas Ocampo, cardinal mexicain.
  - Youcef Sebti, poète algérien.
  - Uğur Mumcu, journaliste turc.
  - Antoine Izméry, homme politique haïtien.
  - François Guy Malary, ministre de la Justice haïtien.
  - Babacar Sèye, ancien vice-président du Conseil constitutionnel sénégalais.
  - Mahfoud Boucebci, universitaire algérien.
  - Lâadi Flici, écrivain algérien.
- 1994 :
  - Yann Piat, députée du Var.
  - Luis Donaldo Colosio, homme politique mexicain, candidat à la présidence du Mexique, dans un attentat à Tijuana.
  - Christian Chessel et trois autres pères blancs de Tizi Ouzou (Algérie).
  - Henri Vergès, frère mariste, et Paul-Hélène Saint-Raymond, religieuse, à Alger.
  - Said Mekbel, journaliste algérien.
  - Abdelkader Alloula, écrivain algérien.
  - Olivier Quemener, journaliste français.
  - Vincent Nsengiyumva, archevêque de Kigali, Thaddée Nsengiyumva, évêque de Kabgayi et Joseph Ruzindana (en), évêque de Byumba (Rwanda).
  - John Britton, médecin américain pratiquant l'avortement.
  - Robert Allo, cofondateur du GUD, militant et homme d'affaires sulfureux[1]
- 1995 :
  - Irfan Ljubijankić, ministre des affaires étrangères de la Bosnie-Herzégovine.
  - Said Tazrout, journaliste algérien.
  - Vladislav Listiev, journaliste russe.
  - Álvaro Gómez Hurtado, écrivain et candidat présidentiel colombien.
  - Fathi Shaqaqi, dirigeant du Jihad islamique palestinien.
  - Abdelbaki Sahraoui, imam algérien, membre fondateur du FIS.
  - Brahim Guerroui, caricaturiste algérien.
  - Abdul Ali Mazârî, chef de parti afghan.
  - Onat Kutlar, écrivain turc.
- 1996 :
  - Assassinat des moines de Tibhirine (Algérie) : sept moines trappistes dont
    - Christian de Chergé.
    - Luc Dochier.
    - Paul Favre-Miville.
    - Bruno Lemarchand.
    - Célestin Ringeard.

  - Pierre Claverie, évêque d'Oran (Algérie).
  - Christophe Munzihirwa, archevêque de Bukavu (R.D. du Congo).
  - Andrei Lukanov, ancien premier ministre de la Bulgarie.
  - Yahia Ayache, chef des Brigades Izz al-Din al-Qassam, aile militaire du Hamas.
  - Murtaza Bhutto, homme politique pakistanais.
  - Mohamed Hardi, homme politique algérien.
  - Kudirat Abiola, femme politique nigériane.
  - Reza Mazlouman, ancien vice-ministre iranien de l'éducation à l'époque du Chah d'Iran[2],[3],[4].
  - Peng Wan-ru, féministe taïwanaise.
- 1997 :
  - Miguel Angel Blanco, conseiller municipal au Pays basque espagnol.
  - Son Sen et Yun Yat, dirigeants khmer rouge, avec l'ensemble de leur clan.
- 1998 :
  - Tommy Burks, sénateur du Tennessee.
  - Larissa Youdina, journaliste russe.
  - Norbert Zongo, journaliste burkinabé, ainsi que Blaise Ilboudo, Ablassé Nikiéma et Ernest Zongo.
  - Seth Sendashonga, homme politique rwandais.
  - Claude Érignac, préfet de Corse.
- 1999 :
  - Luis María Argaña, vice-président du Paraguay.
  - Ahmet Taner Kislali, homme politique turc.
  - Massimo d'Antona, conseiller du ministre italien du travail.
  - Jaime Garzón, journaliste et homme politique colombien.
  - Rose Agatha Leon, femme d'affaires et politicienne jamaïcaine.
  - Fusillade du Parlement arménien de 1999 :
    - Karen Demirtchian, président de l'Assemblée nationale arménienne.
    - Yuri Bakhshyan, assistant de Demirtchian.
    - Ruben Miroyan, assistant de Demirtchian.
    - Leonard Petrosian, ancien ministre arménien.
- 2000 :
  - Fernando Buesa Blanco, homme politique espagnol.
  - Ernest Lluch i Martín, homme politique et ancien ministre espagnol.
  - Pavle Bulatović, ministre yougoslave de la Défense.
  - Jean Dominique, journaliste haïtien.
  - Željko Ražnatović dit Arkan, chef de milice et mafieux serbe.
  - Jean-Michel Rossi, fondateur du FLNC.

### XXIesiècle

#### 2001-2010
- 2001 :
  - Ahmed Chah Massoud, chef de la résistance contre les taliban en Afghanistan.
  - Bola Ige, ministre nigérian de la Justice.
  - Mustafa Zibri, homme politique palestinien, et responsable de la branche armée du FPLP.
  - Rehavam Zeevi, général et ministre israélien.
  - Siddiq Khan Kanju, ancien ministre pakistanais des Affaires étrangères.
  - Rashidi Mizele, garde du corps et assassin de Laurent-Désiré Kabila, président du Congo.
  - Phûlan Devî, membre du Parlement indien féministe et ancienne dacoït.
  - André Kagwa Rwisereka, homme politique rwandais.
  - François Santoni, ancien membre du FLNC et fondateur d'Armata Corsa.
- 2002 :
  - Pim Fortuyn, homme politique néerlandais.
  - Émile Boga Doudou, ministre ivoirien de l’Intérieur.
  - Abdul Qadir, vice-président de l’Afghanistan.
  - Robert Guéï, général et ancien président de la Côte d'Ivoire.
  - Abdul Rahman (ministre afghan), ministre afghan de l’aviation civile et du tourisme.
  - Marco Biagi, conseiller du ministre italien du travail.
  - Abdul Ghani Lone, leader politique du Cachemire.
  - Elie Hobeika, chef de milices libanais.
  - Salah Shehadeh, chef palestinien des Brigades Izz al-Din al-Qassam.
  - Raed Karmi, chef palestinien régional des Brigades des martyrs d'Al-Aqsa.
- 2003 :
  - Mohammed Ahmad al-Rasheed, ambassadeur d’Arabie saoudite en Côte d'Ivoire.
  - Anna Lindh, ministre suédoise des affaires étrangères.
  - Sérgio Vieira de Mello, représentant spécial de l'ONU en Irak.
  - Kamel Benbara, député algérien.
  - Mgr Michael Courtney, nonce apostolique au Burundi.
  - Roger Short, consul-général britannique.
  - James Miller, journaliste britannique.
  - Amiot Métayer, chef de gang et militant haïtien.
- 2004 :
  - Hatem Kamil, vice-gouverneur de la province de Bagdad.
  - Zelimkhan Iandarbïev, ancien président de la république autoproclamée de Tchétchénie.
  - Theo van Gogh, réalisateur néerlandais.
  - Ahmed Yassine, fondateur du Hamas.
  - Abdel Aziz al-Rantissi, chef général du Hamas.
  - Paul Klebnikov, journaliste américain d'origine russe.
  - Veríssimo Correia Seabra, officier général et homme politique de Guinée-Bissau.
  - Munir Saïd Thalib, militant indonésien.
- 2005 :
  - Rafiq Hariri, ancien premier ministre du Liban.
  - Bassel Fleihan, ministre libanais de l'économie et du commerce.
  - George Hawi, ancien chef du parti communiste libanais.
  - Samir Kassir, journaliste franco-libanais.
  - Ihab al-Chérif, ambassadeur d'Égypte en Irak.
  - Masoud Moqadasi, juge iranien.
  - Lakshman Kadirgamar, ministre des affaires étrangères du Sri Lanka.
  - Moussa Arafat, général, conseiller du président de l'Autorité palestinienne Mahmoud Abbas et cousin de Yasser Arafat.
  - Filiberto Ojeda Ríos, leader révolutionnaire portoricain.
  - Gebrane Tuéni, journaliste anti-syrien et député grec-orthodoxe de Beyrouth.
- 2006 :
  - Robert Feliciaggi, homme d'affaires et homme politique français.
  - Jean-Bruce Guénéféï, maire de Bossangoa, dans le nord de la Centrafrique.
  - Allama Hassan Turabi, leader religieux chiite et homme politique pakistanais.
  - Safia Amajan, avocate afghane et militante des droits des femmes.
  - Anna Politkovskaïa, journaliste russe.
  - Pierre Gemayel, ministre libanais de l'Industrie.
  - Alexandre Litvinenko, ancien espion russe.
  - Omololu Falobi, journaliste nigérian.
  - Bradley Roland Will, journaliste américain.
  - Bapuwa Mwamba, journaliste congolais.
  - Nadarajah Raviraj, parlementaire de l'Alliance nationale tamoule.
  - Robert Feliciaggi, maire de Pila-Canale (Corse).
- 2007 :
  - Hrant Dink, journaliste turc d'origine arménienne.
  - Zilla Huma Usman, femme politique pakistanaise et ministre local du Pendjab.
  - Itchō Itō, maire de Nagasaki.
  - Abdul Saboor Farid, ancien premier ministre de l'Afghanistan.
  - Walid Eido, magistrat et député libanais.
  - Antoine Ghanem, député libanais, anti-syrien.
  - Sayed Mustafa Kazemi, homme politique d'opposition et ancien ministre afghan.
  - François el-Hajj, général libanais.
  - Fuat Deniz, sociologue et écrivain suédois.
  - Benazir Bhutto, dirigeante du Parti du peuple pakistanais et ancien Premier ministre pakistanaise.
  - Brahim Déby, fils et secrétaire particulier du président tchadien Idriss Déby Itno.
  - Abdul Sattar Abou Richa, cheikh sunnite irakien.
- 2008 :
  - Thiyagarajah Maheswaran, homme politique sri-lankais, député tamoul, membre du parti d'opposition Parti national uni (UNP).
  - Melitus Mugabe Were, homme politique kenyan, député du parti d'opposition Orange Democratic Movement (ODM).
  - David Kimutai Too, homme politique kenyan, député du parti d'opposition Orange Democratic Movement (ODM).
  - Nasteh Dahir, journaliste somalien.
  - Abdul Samad Rohani, journaliste afghan.
  - Malalaï Kakar, officier de police afghane.
  - John Granville, diplomate américain.
- 2009 :
  - Christian Poveda, photo-reporter et réalisateur français.
  - Batista Tagme Na Waie, homme politique et officier bissau-guinéen, chef d'état-major de l'armée.
  - Nizar Rayyan, dirigeant politico-religieux du Hamas.
  - Natalia Estemirova, journaliste russe et membre du conseil d'administration de l'ONG Memorial.
  - Lasantha Wickrematunga, journaliste sri-lankais.
  - Stanislav Markelov, avocat et journaliste russe, et Anastasia Babourova, journaliste russe.
  - Luis Cuellar, gouverneur de la province de Caquetá (Colombie).
  - Sitara Achakzaï, militante des droits de la femme afghano-allemande.
  - Sarfraz Ahmed Naeemi, mufti pakistanais.
  - Lamana Ould Bou, militaire malien.
  - Rail Rzayev, militaire azerbaïdjanais.
- 2010 :
  - Floribert Chebeya, militant des droits de l'homme congolais et fondateur de l'ONG : la Voix des sans-voix.
  - Mahmoud al-Mabhouh, chef des Brigades Izz al-Din al-Qassam.
  - Zaman Ghamsharik, chef tribal afghan.
  - Eugène Terre'Blanche, leader du Mouvement de résistance afrikaner.
  - Jean-Léonard Rugambage, journaliste rwandais.
  - Khattiya Sawasdiphol, général thaïlandais.
  - André Kagwa Rwisereka, homme politique rwandais.

#### 2011-2020
- 2011 :
  - Salman Taseer, gouverneur du Pendjab pakistanais.
  - David Kato Kisule, militant ougandais.
  - Shahbaz Bhatti, ministre pakistanais des minorités religieuses.
  - Juliano Mer-Khamis, artiste et militant israélien propalestinien.
  - Iouri Boudanov, militaire russe.
  - Burhanuddin Rabbani, homme politique et ancien président afghan.
  - Mouammar Kadhafi, dirigeant déchu de la Libye.
  - Charles Ingabire, journaliste rwandais.
- 2012 :
  - Antoine Sollacaro, avocat proche du nationalisme corse.
- 2013 :
  - Sakine Cansız, et deux autres militantes kurdes.
  - Chokri Belaïd, homme politique tunisien.
  - Mohamed Brahmi, homme politique tunisien.
  - Kofi Awoonor, écrivain et poète ghanéen.
  - Hrach Mouradian, chef de la communauté rurale de Proshyan.
  - Mohammad Chatah, homme politique libanais.
  - Ahmed Rajib Haider, blogueur bangladais.
- 2014 :
  - Mamadou Ndala, général de la république démocratique du Congo.
  - Frans van der Lugt, prêtre jésuite néerlandais, à Homs, Syrie.
- 2015 :
  - Fusillade au siège de Charlie Hebdo
    - Georges Wolinski, dessinateur de presse français.
    - Bernard Verlhac, dit Tignous, dessinateur de presse et caricaturiste français.
    - Jean Cabut, dit Cabu, dessinateur de presse et auteur de bande dessinée français.
    - Stéphane Charbonnier, dit Charb, dessinateur et journaliste français.
    - Bernard Maris, économiste et journaliste français.
    - Philippe Honoré, dessinateur de presse français.
    - Elsa Cayat, psychiatre et psychanalyste française.

  - Boris Nemtsov, homme politique russe.
  - Avijit Roy, blogueur et militant américano-bangladais.
  - Ananta Bijoy Das, blogueur bangladais.
  - Faisal Arefin Dipan, éditeur bangladais.
- 2016 :
  - Berta Cáceres, militante hondurienne.
  - Soran Singh, homme politique pakistanais.
  - Xulhaz Mannan, militant bangladais.
  - Jo Cox, femme politique britannique, membre du Parti travailliste.
  - Hafsa Mossi, journaliste et femme politique burundaise.
  - Pavel Cheremet, journaliste biélorusse.
  - Jacques Hamel, prêtre catholique français.
  - Rodlfo Illanes, homme politique bolivien.
  - Nahed Hattar, journaliste jordanien.
  - Cheikh Ag Aoussa, chef touareg.
  - Arsen Pavlov, militaire pro-russe actif dans le Donbass.
  - Mohamed Zouari, cadre tunisien des Brigades Izz al-Din al-Qassam.
  - Andreï Karlov, ambassadeur de Russie en Turquie.
- 2017 :
  - Emmanuel Niyonkuru, homme politique burundais.
  - Ko Ni, avocat birman.
  - Mikhaïl Tolstykh, militaire ukrainien pro-russe.
  - Kim Jong-nam, demi-frère du dirigeant nord-coréen Kim Jong-un.
  - Denis Voronenkov, homme politique russe.
  - Wayne Lotter, militant anti-braconnage sud-africain.
  - Daphne Caruana Galizia, journaliste maltaise.
  - Ali Abdallah Saleh, ex-président du Yémen.
- 2018 :
  - Oliver Ivanović, homme politique serbe.
  - Ján Kuciak, journaliste slovaque.
  - Marielle Franco, femme politique et militante brésilienne.
  - Jamal Khashoggi, journaliste saoudien.
- 2019 :
  - Paweł Adamowicz, maire de Gdańsk.
  - Walter Lübcke, homme politique allemand.
- 2020 :
  - Qassem Soleimani, général iranien tué le 3 janvier à Bagdad, en Irak, par un tir de drone américain.

#### 2021-2030
- 2021 : 
  - Luca Attanasio, ambassadeur italien en république démocratique du Congo.
  - David Amess, homme politique britannique, membre du Parti conservateur.

- 2022 : Shinzō Abe, homme d'État japonais, ancien premier ministre du Japon, représentant du Japon.
- 2024 : Iryna Farion, Femme politique Ukrainiène d'extrême droite.
- 2025 : Miguel Uribe Turbay, Homme politique Colombien du Centre démocratique.

## Otages assassinés
- 1600 : Gracia Hosokawa, noble japonaise chrétienne.
- 1871 :
  - Georges Darboy, archevêque de Paris de 1863 à 1871.
  - Louis Bernard Bonjean, premier président de la chambre à la Cour de Cassation.
- 1975 : Pierre Galopin, officier français.
- 1985 : William Francis Buckley, chef du bureau de la CIA à Beyrouth, enlevé au Liban en 1984.
- 1986 :
- 1990 : William R. Higgins (en), lieutenant-colonel de la marine américaine, commandant en chef adjoint de l'Organisme des Nations unies chargé de la surveillance de la trêve, enlevé au Liban.
- 2002 : Daniel Pearl, journaliste américain enlevé au Pakistan.
- 2003 :
  - Guillermo Gaviria, gouverneur d'Antioquia, enlevé en Colombie par les FARC.
  - Gilberto Echeverry, ancien ministre de la Défense et Conseiller pour la Paix d'Antioquia, enlevé en Colombie par les FARC.
- 2004 :
  - Nick Berg, homme d'affaires américain, enlevé en Irak.
  - Enzo Baldoni, journaliste italien, enlevé en Irak.
  - Margaret Hassan, humanitaire à la triple nationalité britannique, irakienne et irlandaise.
- 2005 :
  - Ali Belaroussi, diplomate algérien, enlevé en Irak, par le groupe du Jordanien Abou Moussab Al-Zarqaoui.
  - Azzedine Belkadi, diplomate algérien, enlevé en Irak, par le groupe du Jordanien Abou Moussab Al-Zarqaoui.
- 2006 : Tom Fox, bénévole américain de l'ONG Christian Peacemaker Teams.
- 2010 : Michel Germaneau, humanitaire français enlevé au Sahel.
- 2011 : Vittorio Arrigoni, reporter italien.
- 2014 : James Foley, journaliste américain, par l'État islamique en Syrie.

## Autres assassinats

### Avant leXXesiècle
- 81 av. J.-C. : Sextus Roscius, riche propriétaire foncier romain.
- 434 : Robba, religieuse donatiste berbère.
- fin du VIe siècle av. J.-C. : Anacharsis, philosophe scythe.
- 584 : Armentaire, prêteur sur gages juif.
- 615 : Antar, poète arabe.
- 1079 : Saint Stanislas, évêque de Cracovie.
- 1138 : Avempace, médecin andalou.
- 1170 : Saint Thomas Becket, archevêque de Cantorbéry.
- 1173 : Étienne de la Chapelle, archevêque de Bourges.
- 1225 : Saint Ange de Jérusalem, Carme assassiné en Sicile.
- circa 1285 : Francesca da Rimini et Paolo Malatesta, nobles et amants italiens.
- 1429 : Jacques II de Bourbon-Preaux, religieux français.
- 1523 : Pellegrino Aretusi, peintre italien de la haute Renaissance.
- 1535 : Simón de Alcazaba, navigateur portugais
- 1560 : Peter Lotich, écrivain allemand.
- 1574 : Geoffroy de Caumont, baron français.
- 1576 :
  - Leonora Álvarez de Tolède, noble florentine.
  - Adam de Craponne, ingénieur français.
- 1586 : Jean-Édouard Du Monin, poète français.
- 1592 : Françoise Babou de la Bourdaisière, noble française.
- 1593 : Christopher Marlowe, dramaturge et poète anglais.
- 1624 :
  - Vital d'Audiguier, poète et écrivain français.
  - François de Molière, écrivain libertin français.
- 1627 : Marc-Antoine de Malherbe, fils de François de Malherbe, poète français.
- 1634 : Albrecht von Wallenstein, chef de guerre tchèque.
- 1649 : Noël Chabanel, missionnaire français au Canada.
- 1667 : Diane de Joannis de Chateaublanc, aristocrate française.
- 1682 : Alessandro Stradella, compositeur italien.
- 1685 : Ignazio Albertini, compositeur italien.
- 1687 : René Robert Cavelier de La Salle, explorateur français.
- 1694 : Philippe-Christophe de Kœnigsmark, officier de cavalerie hanovrien.
- 1764 : Jean-Marie Leclair, compositeur français.
- 1768 : Johann Joachim Winckelmann, archéologue et historien de l'art allemand.
- 1795 : Antoine-Louis Polier, ingénieur et orientaliste suisse.
- 1795 : Sayat-Nova, troubadour arménien.
- 1800 : Jean-Baptiste Kléber, général français, commandant de l'armée en Égypte.
- 1825 : Paul-Louis Courier, pamphlétaire français.
- 1827 : Aimée Millot, la bergère d'Ivry est assassinée de cinq coups de couteau par Honoré Ulbach.
- 1841 : Pierre Chanel, missionnaire français en Océanie.
- 1844 : Joseph Smith, président de l'Église de Jésus-Christ des saints des derniers jours, et son frère Hyrum Smith.
- 1854 : Augustin Bourry et Nicolas Krick, missionnaires français au Tibet.
- 1868 : Andrew Leamy, industriel canadien.
- 1870 : Victor Noir, journaliste français.
- 1872 : James Fisk, homme d'affaires américain.
- 1873 : Edward Canby, général américain.
- 1876 : Wild Bill Hickok, aventurier américain.
- 1882 :
  - Jesse James, bandit américain.
  - Pierre Arnoux, négociant et explorateur français.
- 1883 : Clara Harris, femme du consul des États-Unis au royaume de Hanovre.
- 1884 : Charles Huber, explorateur français.
- 1889 : Belle Starr, criminelle américaine.
- 1894 : Agostina Pietrantoni, religieuse italienne.

### XXesiècle

#### 1901-1910
- 1909 : Jules Godart, chanteur lyrique belge.

#### 1911-1920
- 1914 : Gaston Calmette, journaliste français, directeur du Figaro.
- 1916 : Charles de Foucauld, religieux et militaire français.
- 1919 : James Reese Europe, musicien américain.
- 1920 : Big Jim Colosimo, mafieux américain, chef de l'Outfit de Chicago.

#### 1921-1930
- 1922 : William Desmond Taylor, réalisateur américain.
- 1924 :
  - Gaspare Messina mafieux américain, chef de la famille Patriarca.
  - Dion O'Banion, mafieux américain, chef du North Side Gang.
- 1926 : Hymie Weiss, mafieux américain, chef du North Side Gang.
- 1927 : Jean-Louis Pisuisse, chansonnier, humoriste et journaliste néerlandais.
- 1928 :
  - Arnold Rothstein, financier de la pègre et des hommes politiques, et bookmaker américain.
  - Salvatore D'Aquila, mafieux américain, chef de la famille Gambino.
  - Frankie Yale, mafieux américain.
  - José Luis Sanchez del Rio, Cristero mexicain
- 1929 : John Scalise et Albert Anselmi, mafieux américains.
- 1930 :
  - Gaetano Reina, mafieux américain, chef de la famille Lucchese.
  - Peter Morello, mafieux américain.
  - Alfred Mineo, mafieux américain, chef de la famille Gambino.
  - Steven Ferrigno, mafieux américain.
  - Joe Pinzolo, mafieux américain, chef de la famille Lucchese.
  - Habiba Msika, chanteuse tunisienne.
  - Simko Shikak, chef de tribu kurde.

#### 1931-1940
- 1931 :
  - Joe Masseria, mafieux américain, chef de la famille Masseria.
  - Salvatore Maranzano, mafieux américain, chef de la famille Bonanno.
  - Legs Diamond, mafieux américain.
  - Knud Holmboe, journaliste danois.
- 1932 : Pavel Morozov, paysan russe.
- 1934 : Dutch Schultz, mafieux américain.
- 1935 : Henri Pélissier, cycliste français.
- 1936 :
  - Federico García Lorca, poète et dramaturge espagnol.
  - John Avena, mafieux américain, chef de la famille de Scarfo.
  - Louis Leplée, découvreur d'Édith Piaf.
  - Raoul Villain, assassin de Jean Jaurès.
- 1940 : Vsevolod Meyerhold, dramaturge et metteur en scène russe et Olga Mundt, son épouse.

#### 1941-1950
- 1942 : Bruno Schulz, écrivain polonais.
- 1943 : Prosper Bernard, missionnaire jésuite canadien.
- 1945 : Robert Denoël, éditeur belge.
- 1946 :
  - Wen Yiduo, écrivain chinois.
  - Olivér Halassy, nageur et joueur de water-polo hongrois.
  - Haïm Hirszman, fonctionnaire polonais.
- 1947 :
  - Bugsy Siegel, mafieux américain.
  - Elizabeth Ann Short, actrice américaine.

- 1950 : Salvatore Giuliano, criminel italien.

#### 1951-1960
- 1951 :
  - Willie Moretti, mafieux américain.
  - Vincent Mangano, chef de la famille Gambino, et son frère Filippo Mangano, mafieux américains.

- 1952 : Ferhat Hached
- 1955 : Emmett Till, adolescent afro-américain.
- 1954 : Gaspare Pisciotta, criminel italien.
- 1956 : Ahmed Reda Houhou, écrivain algérien.

- 1957 :
  - Albert Anastasia, chef de la famille Gambino, mafieux américain.
  - Frank Scalise, mafieux américain, chef de la famille Gambino.

- 1958 :
  - Johnny Stompanato, mafieux américain.
  - Michele Navarra, mafieux italien.

#### 1961-1970
- 1961 : Cheikh Raymond, chanteur français.
- 1963 : Lee Harvey Oswald, assassin supposé de John F. Kennedy.

- 1964 :
  - Sam Cooke, chanteur américain.
  - Marc Blitzstein, compositeur américain.

- 1965 :
  - Robert Blémant, mafieux, et ancien agent secret et résistant français.
  - Pio Gama Pinto, journaliste kenyan.
  - Sylvia Likens, adolescente américaine.

- 1967 :
  - Antoine Guérini, mafieux français.
  - Joe Orton, dramaturge anglais.

- 1968 : Ramón Novarro, acteur américain.
- 1969 : Sharon Tate, actrice américaine.

#### 1971-1980
- 1972 :
  - Joe Gallo, mafieux américain.
  - Lee Morgan, musicien américain.

- 1975 :
  - François Renaud, juge français, est assassiné en France le 3 juillet 1975.
  - Sam Giancana, chef mafieux américain, parrain de Chicago.
  - Jimmy Hoffa, leader du syndicat des camionneurs américains.
  - Pier Paolo Pasolini, écrivain et cinéaste italien.
  - Al Jackson, Jr., musicien américain.
  - Mohammed Racim, peintre algérien.

- 1976 :
  - Ronni Moffitt, assistante d'Orlando Letelier.
  - Joachim Peiper, ancien criminel de guerre de la Seconde Guerre mondiale.
  - Sal Mineo, acteur américain.
  - João Bosco Penido Burnier, jésuite brésilien.

- 1977 : cardinal Émile Biayenda, archevêque de Brazzaville (Congo).
- 1978 :
  - Joseph Colombo, mafieux américain, chef de la famille Colombo.
  - Bob Crane, acteur et disc jockey américain.
- 1979 : Carmine Galante, mafieux américain, chef de la famille Bonanno.

- 1980 :
  - Joy Adamson, naturaliste britannique.
  - John Lennon, chanteur britannique, membre des Beatles.
  - Óscar Romero, archevêque de San Salvador.
  - Dorothy Stratten, actrice canadienne.
  - Angelo Bruno, mafieux américain, chef de la famille de Scarfo.
  - Yahya Al-Meshad, physicien nucléaire égyptien.

#### 1981-1990
- 1981 :
  - Pierre Michel, juge d'instruction français.
  - Philip Testa, mafieux américain, chef de la famille de Scarfo.

- 1982 :
  - Dominique Dunne, actrice américaine.
  - Roberto Calvi, homme d'affaires italien, président du Banco Ambrosiano.
  - Carlo Alberto Dalla Chiesa, préfet de Palerme, lutte anti-mafia.
  - Marcel Francisci, mafieux français.

- 1983 :
  - Gilbert le Libanais, mafieux français.
  - Vincenzo Casillo, mafieux italien.
  - Hugh Mundell, chanteur jamaïcain.
  - Prince Far I, chanteur jamaïcain.
  - Ernesto Djédjé, chanteur ivoirien.
  - Pierre Grosjean, médecin français.
  - Bernard Nut, militaire français de la DGSE.

- 1984 :
  - Marvin Gaye, chanteur américain.
  - Denise Morelle, actrice canadienne.

- 1985 :
  - Paul Castellano, mafieux américain, chef de la famille Gambino.
  - Dian Fossey, éthologiste américaine.
  - Giancarlo Siani, journaliste italien.

- 1986 :
  - Susan Cabot, actrice américaine.
  - Anthony Spilotro, mafieux américain.

- 1987 :
  - Peter Tosh, chanteur et guitariste de reggae jamaïcain.
  - Gary Driscoll, musicien américain.

- 1989 :
  - George Adamson, naturaliste britannique.
  - Rebecca Schaeffer, actrice américaine.
  - Sirima, chanteuse.
- 1990 : Walter Sedlmayr, acteur allemand.

#### 1991-2000
- 1991 : Andrzej Zaucha, musicien polonais.

- 1992 :
  - Giovanni Falcone, juge anti-mafia italien.
  - Paolo Borsellino, juge anti-mafia italien.

- 1993 :
  - René Bousquet, ancien Secrétaire général de la police du régime de Vichy.
  - Charizma, rappeur américain.
  - Øystein Aarseth, musicien norvégien.

- 1994 :
  - Nicole Brown Simpson, ex épouse du joueur de football américain O. J. Simpson.
  - Andrés Escobar, joueur de football colombien.
  - Cheb Hasni, chanteur algérien de raï.
  - Rhett Forrester, musicien américain.
  - Dino Bravo, lutteur canadien.
  - Daniel Camargo Barbosa, violeur et tueur en série.

- 1995 :
  - Rachid Baba Ahmed, chanteur, musicien, compositeur et éditeur algérien.
  - Gilles Andruet, champion de France d'échecs en 1988.
  - Jeannette Kawas, protectrice de l'environnement au Honduras.
  - Selena, chanteuse américaine.
  - Azzeddine Medjoubi, acteur et metteur en scène algérien.

- 1996 :
  - Sophie Toscan du Plantier, productrice d'émissions de télévision française.
  - Dominique Rutily, membre du grand banditisme corse.
  - Haing S. Ngor, acteur cambodgien et américain.
  - Tupac Shakur (ou 2Pac), rappeur américain.
  - Gianni Versace, couturier italien.
  - Yaki Kadafi, rappeur américain.

- 1997 :
  - The Notorious B.I.G., rappeur américain.
  - José Muñoz-Cortés, religieux orthodoxe chilien.

- 1998 :
  - Phil Hartman, acteur.
  - Alois Estermann, commandant de la Garde suisse pontificale et homme de confiance du pape Jean-Paul II.
  - Lounès Matoub, chanteur algérien de musique kabyle.
  - Tara Singh Hayer, journaliste canadien.
  - Orion, chanteur américain.
  - Rita Hester, transgenre américain.

- 1999 :
  - Big L, rappeur américain.
  - Bugz, rappeur américain.
  - Paco Stanley, comédien mexicain.
  - Abdelkader Hachani, fondamentaliste islamique algérien.
  - Junior Braithwaite, chanteur jamaïcain.
  - Jill Dando, journaliste britannique.

- 2000 :
  - Carlos Cardoso, journaliste mozambicain.
  - Mausberg, rappeur américain.
  - Jean-Louis Jorge, réalisateur dominicain.

### XXIesiècle

#### 2001-2010
- 2001 :
  - Peter Blake, navigateur néo-zélandais.
  - Theophilus Beckford, musicien jamaïcain.

- 2002 :
  - Maximiliano Kosteki, peintre argentin.
  - Jam Master Jay, rappeur américain.
  - Fadime Sahindal, étudiante kurde.

- 2003 :
  - Soulja Slim, rappeur américain.
  - Lana Clarkson, actrice américaine.
  - Guillermo González Calderoni, ancien commandant de la police judiciaire fédérale mexicaine.
  - Jean Hélène, journaliste français.
  - Dhekra Mohamed, chanteuse tunisienne.
  - Sabotage, rappeur brésilien.

- 2004 :
  - Darrell Abbott, guitariste du groupe de heavy metal Pantera.
  - Gurgen Margarian, officier arménien.
  - Margaret Hassan, humanitaire à la triple nationalité britannique, irakienne et irlandaise.
  - Géraldine Giraud, comédienne française.
  - Katia Lherbier, éducatrice sociale et chanteuse française.
  - Waldemar Milewicz, journaliste vedette de la télévision publique polonaise et son monteur d'origine algérienne Mounir Bouamrane.
  - Anthony Ashley-Cooper (10e comte de Shaftesbury), aristocrate britannique.
  - Pierre Régimbald, animateur de télévision canadien.

- 2005 :
  - Edouard Stern, banquier français.
  - Dorothy Stang, religieuse américaine.
  - Rudolph Moshammer, couturier allemand.
  - Steven Vincent, journaliste américain.
  - Lucio España, joueur de football colombien.
  - Frère Roger, religieux suisse.
  - Franck Kangundu, alias Ngyke, journaliste congolais.
  - Jacques Roche, journaliste et poète haïtien.

- 2006 :
  - Elson Becerra, footballeur colombien.
  - Joan Root, réalisatrice britannique.
  - Corinne Rey-Bellet, skieuse alpine suisse.
  - Benjamin Rawitz, pianiste belge.
  - Trevor Berbick, boxeur canadien.
  - Adrienne Shelly, actrice et réalisatrice américaine.
  - Valentín Elizalde, chanteur mexicain.
  - Abdel Karim Al-Roubaï, journaliste irakien.

- 2007 :
  - Darrent Williams, footballeur américain.
  - Kemal Kolenovic, boxeur monténégrin.
  - Sean Taylor, joueur américain de football américain.
  - Ismail Gulgee (en), peintre pakistanais.
  - Doaa Khalil Assouad, irakienne yezidi.
  - Lucky Dube, chanteur sud-africain.
  - Serge Maheshe, journaliste congolais.
  - Mohamed Jamal Khalifah, homme d'affaires saoudien.
- 2008 :
  - Robert Knox, acteur britannique.
  - Richard Casanova, membre du grand banditisme corse.
  - Ange-Marie Michelosi, membre du grand banditisme corse.
  - Daniel Vittini, membre du grand banditisme corse.
  - Suzanne Tamim, chanteuse et actrice libanaise.
  - Eudy Simelane, joueuse de football sud-africaine.

- 2009 :
  - François Guazzelli, membre du grand banditisme corse.
  - Pierre-Marie Santucci, membre du grand banditisme corse.
  - Marwa El-Sherbini, pharmacienne égyptienne.
  - Ricardo Londoño, pilote automobile colombien.
  - Steve McNair, joueur américain de football américain.

- 2010 :
  - Ali Tounsi, chef de la police algérienne.
  - Bernard Mazières, journaliste français.
  - Luigi Padovese, évêque italien.
  - Nicolo Rizzuto, mafieux canadien.
  - Alain Coelier, mafieux français.

#### 2011-2020
- 2011 :
  - Facundo Cabral, chanteur argentin.
  - Paul Frappier, maître de cérémonie canadien.
  - Solly Tyibilika, joueur de rugby sud-africain.
  - Neil Heywood, homme d'affaires britannique.

- 2012 :
  - Ghazala Javed, chanteuse populaire pachtoune.
  - Jeffrey Ntuka, joueur de football sud-africain.
  - Corrie Sanders, boxeur sud-africain.

- 2013 :
  - Reeva Steenkamp, mannequin sud-africain.
  - Chris Kyle, sniper américain.
  - Bilal Berreni, artiste urbain français.
  - Eva Marree Kullander Smith, militante pour les droits des travailleurs du sexe
- 2014 :
  - Mónica Spear, Miss Venezuela 2004.

- 2015 :
  - Ricardo Dos Santos, surfeur brésilien.
  - Michel Dumoulin, metteur en scène français.

- 2016 :
  - William Smith, joueur américain de football américain.
  - Christina Grimmie, chanteuse connue pour ses covers sur YouTube et sa participation à The Voice en Amérique.

- 2017 :
  - Loalwa Braz, chanteuse brésilienne, du groupe franco-brésilien Kaoma.
  - Kim Wall, journaliste suédoise.

- 2018 :
  - XXXTentacion : rappeur américain.
  - Denis Ten : patineur kazakh.

#### 2021-2030
Gabriel Fourmigué, bobeur français.